# Holden Monaro
Holden Monaro — марка автомобилей, выпускавшихся с 1968 по 1977 и с 2001 по 2006 год подразделением Holden компании General Motors. 

## Первое поколение (1968—1971)
Впервые Holden Monaro был представлен в июле 1968 года. Он выпускался в трёх комплектациях: базовая, GTS и GTS 327. В комплектации GTS входили все приборы, включая тахометр на центральной консоли. В начале 1969 года Holden HK Monaro был признан автомобилем года. В июне 1969 года на смену модели HK Monaro пришла модель HT Monaro. 26 июля 1970 года была представлена модель HG Monaro.

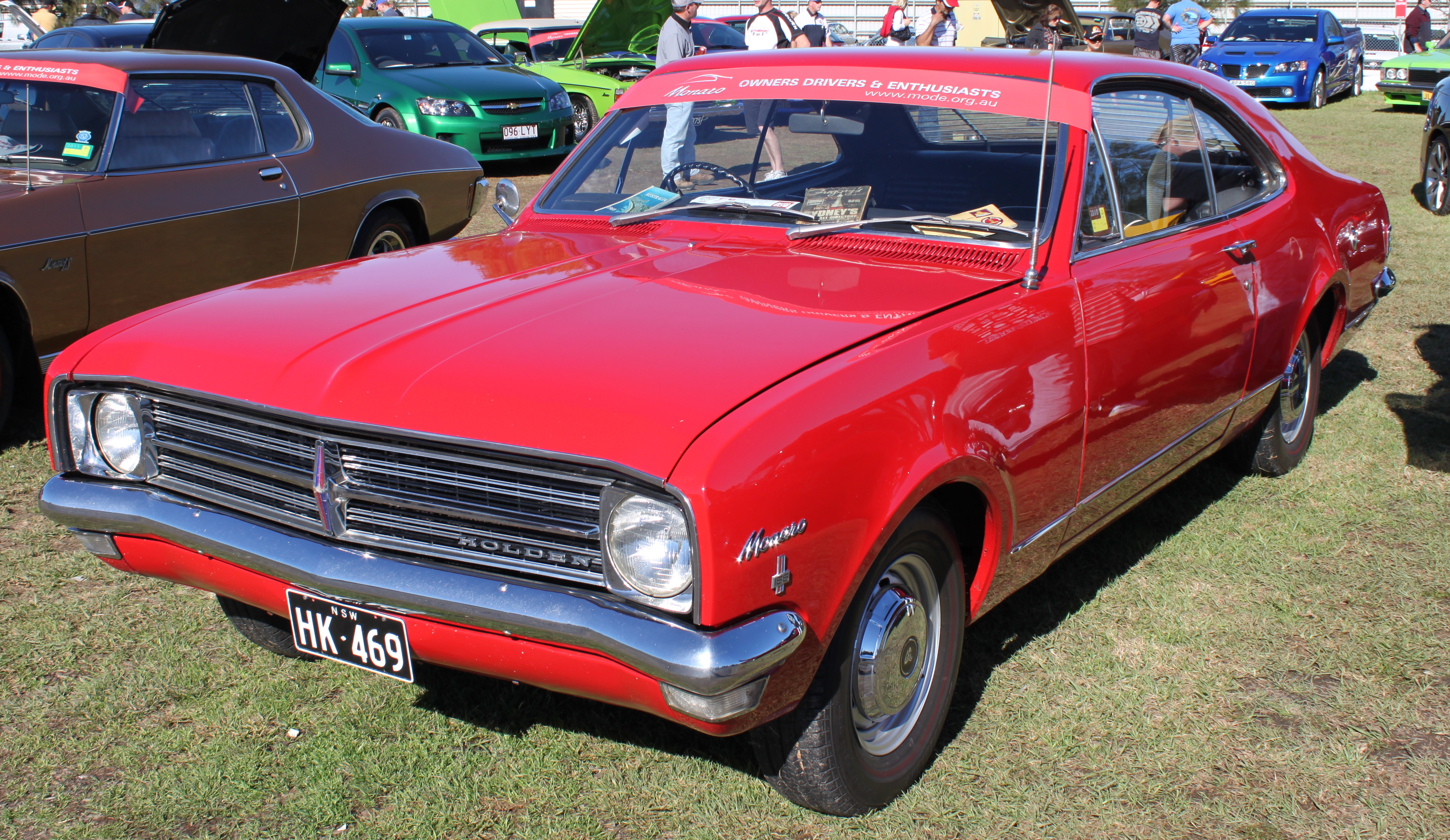
Holden Monaro HK
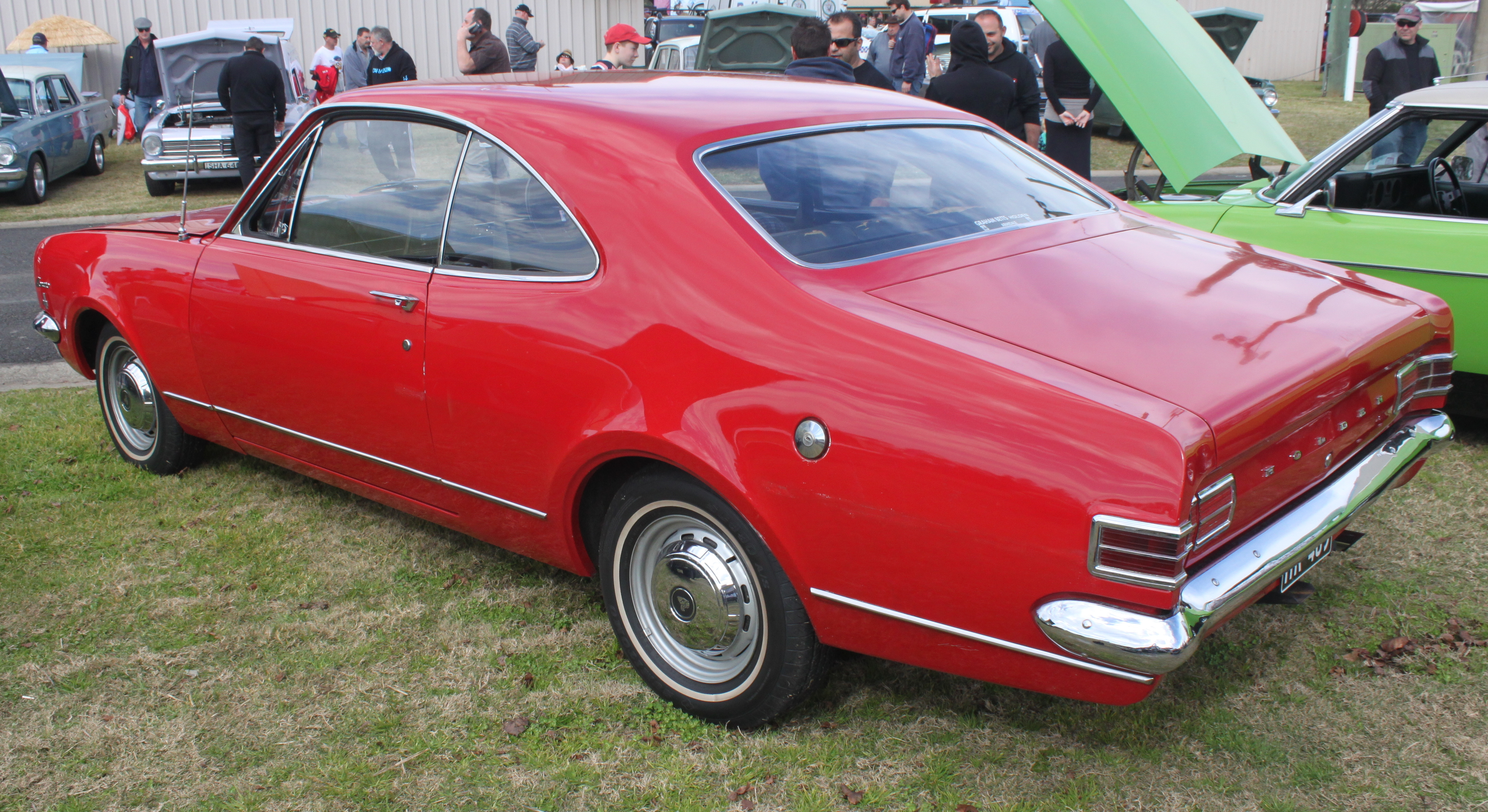
Вид сзади
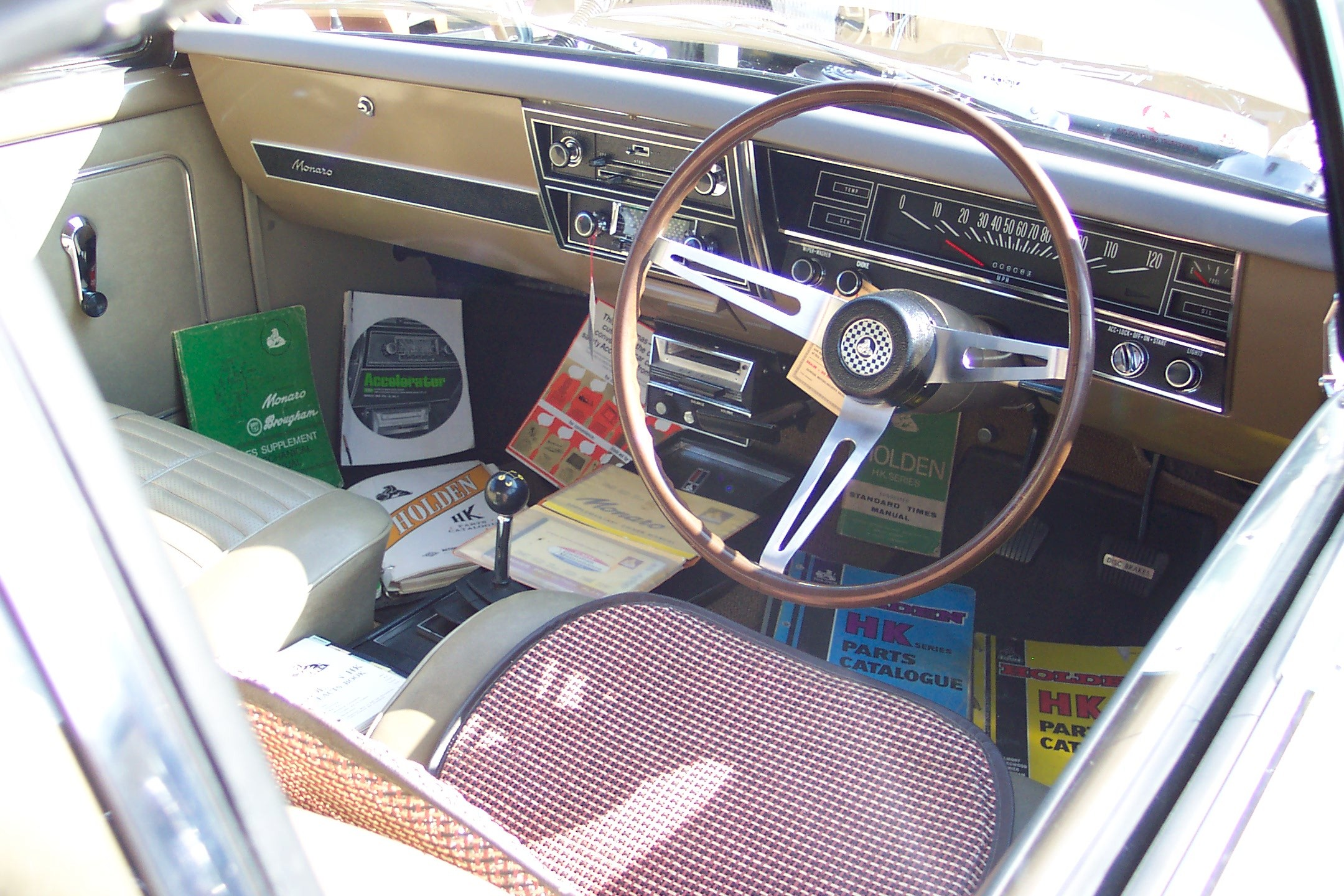
Интерьер
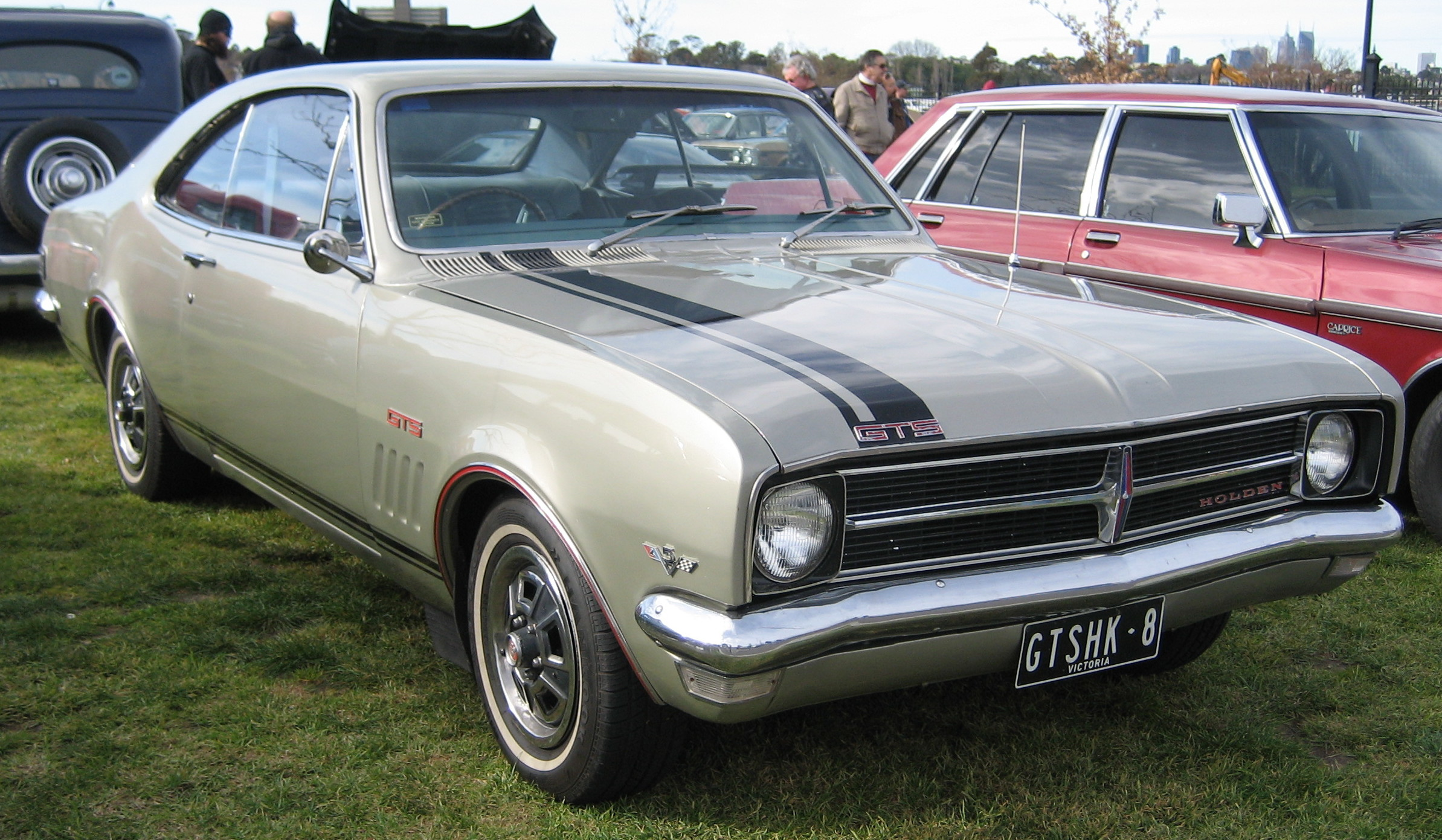
1969 Holden Monaro GTS (HK)
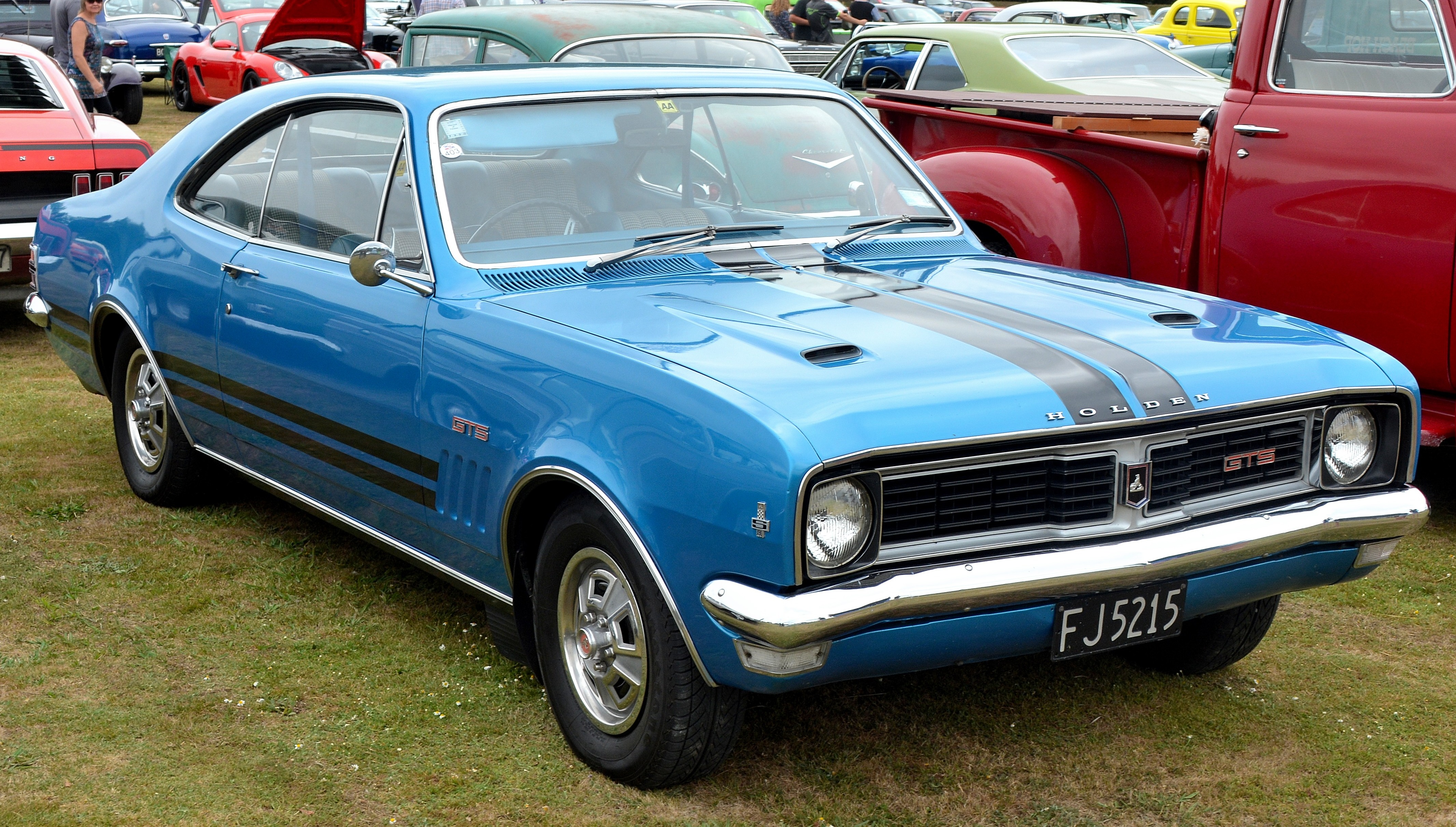
1969 Holden Monaro GTS (HT)
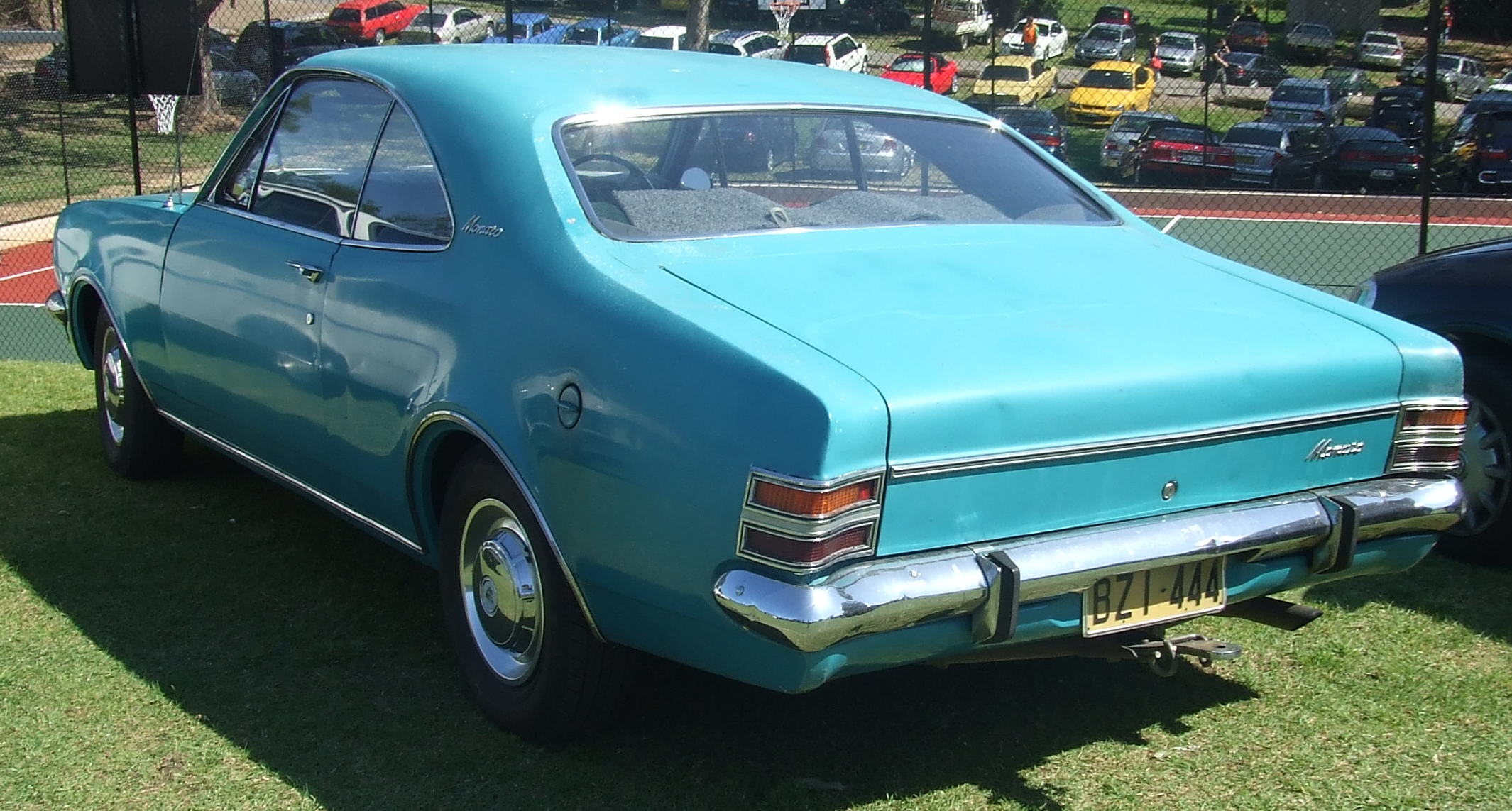
Вид сзади
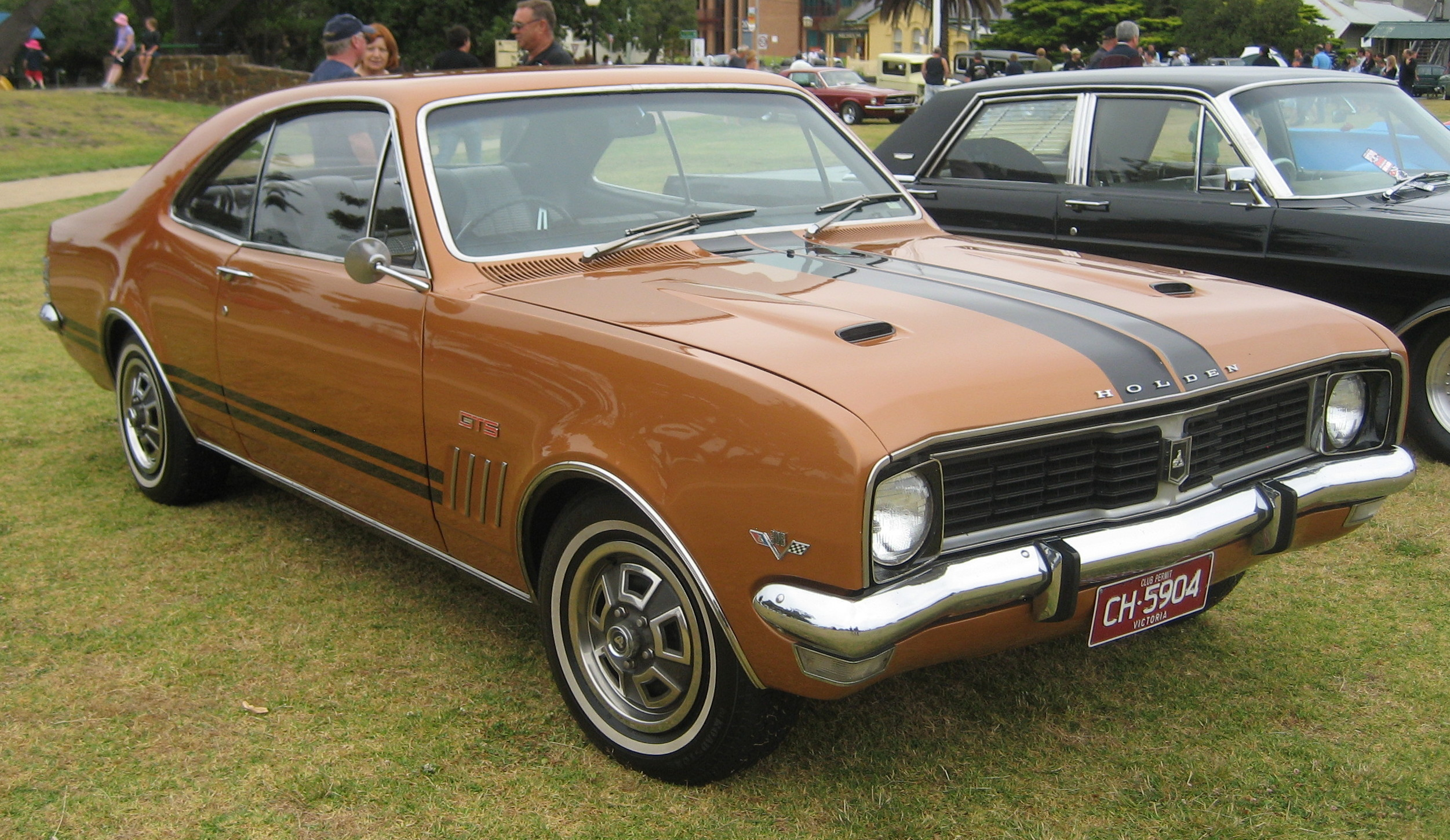
1969 Holden Monaro GTS (HT)
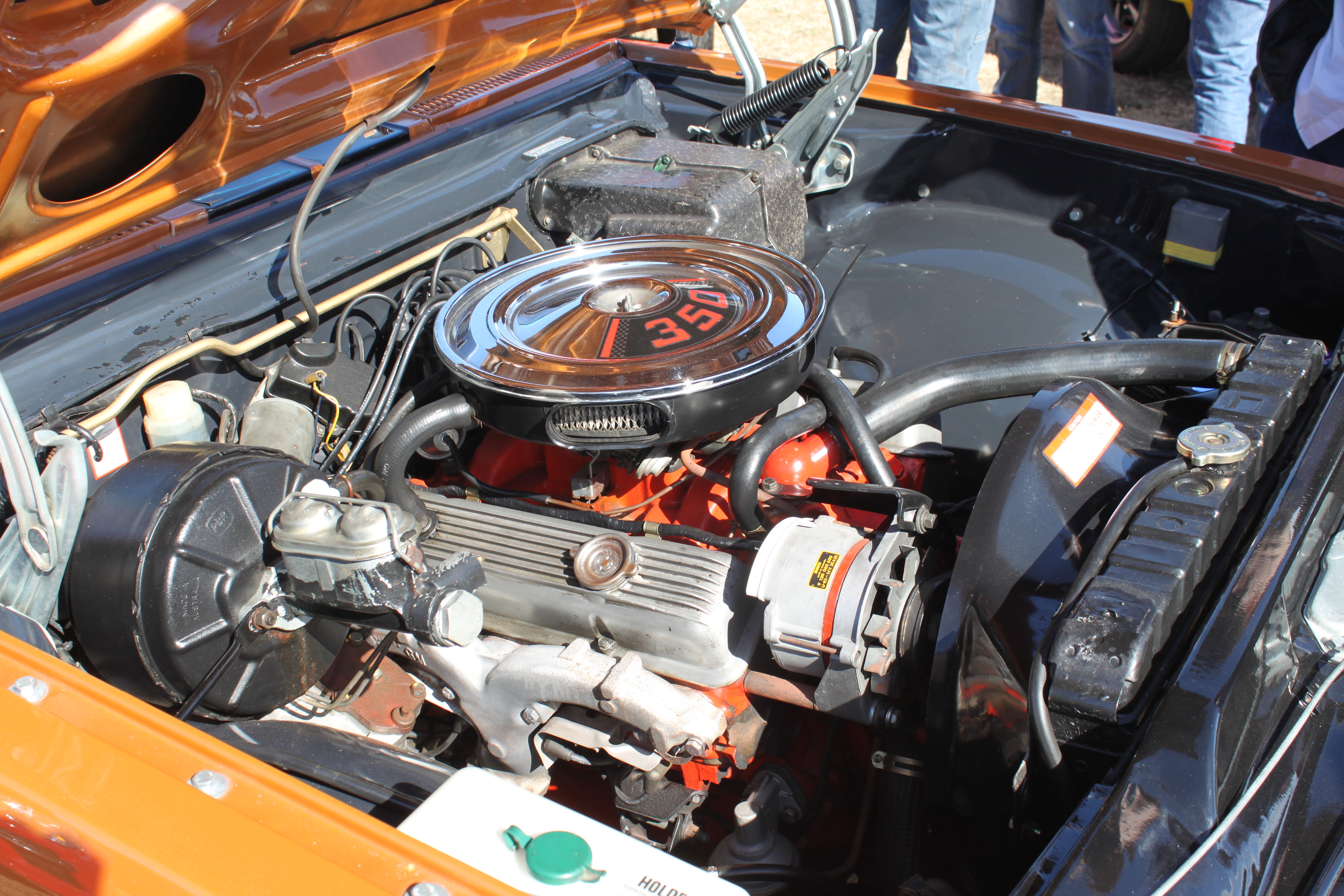
Моторный отсек (GTS 350)
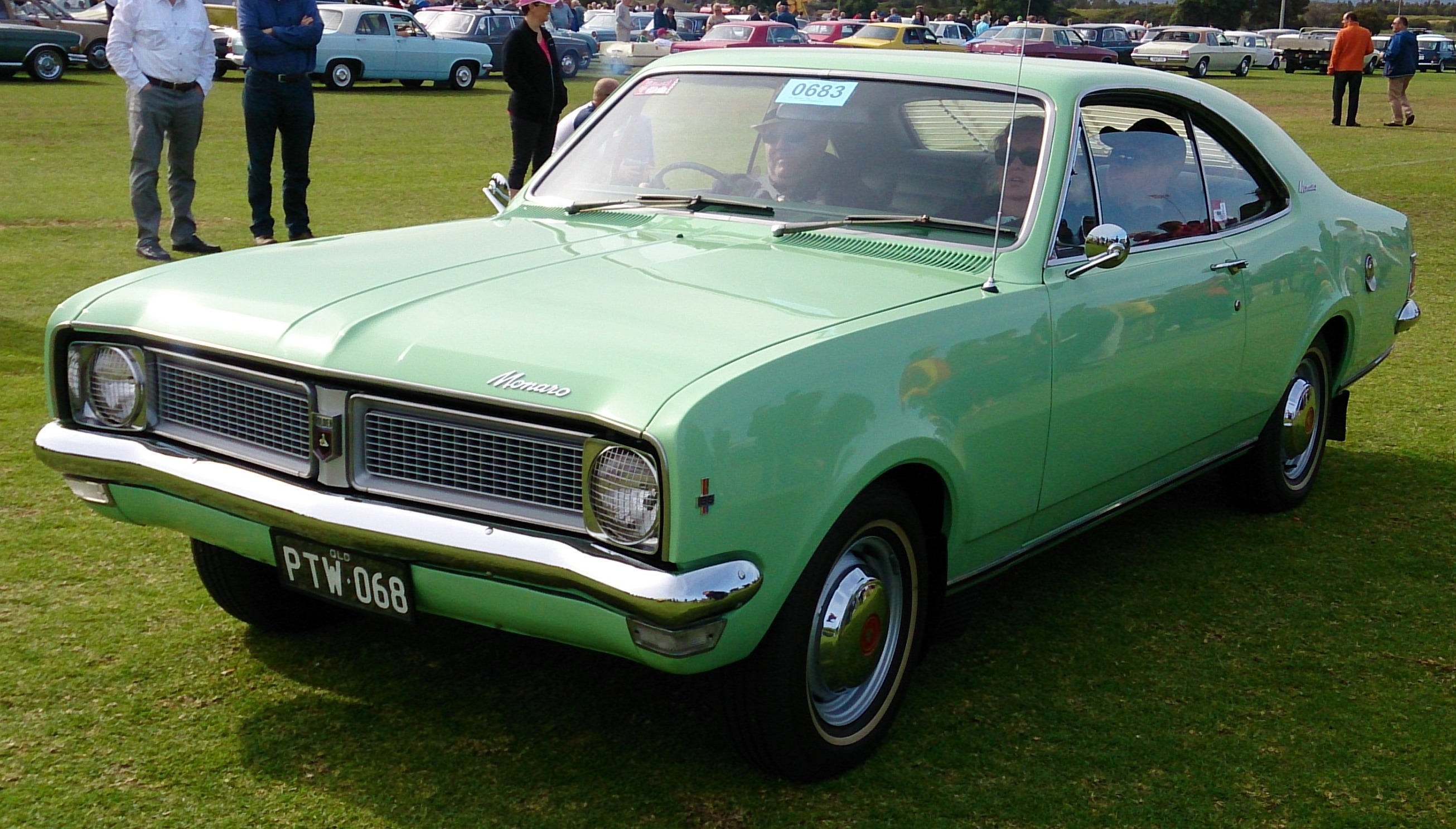
1970 Holden Monaro (HG)
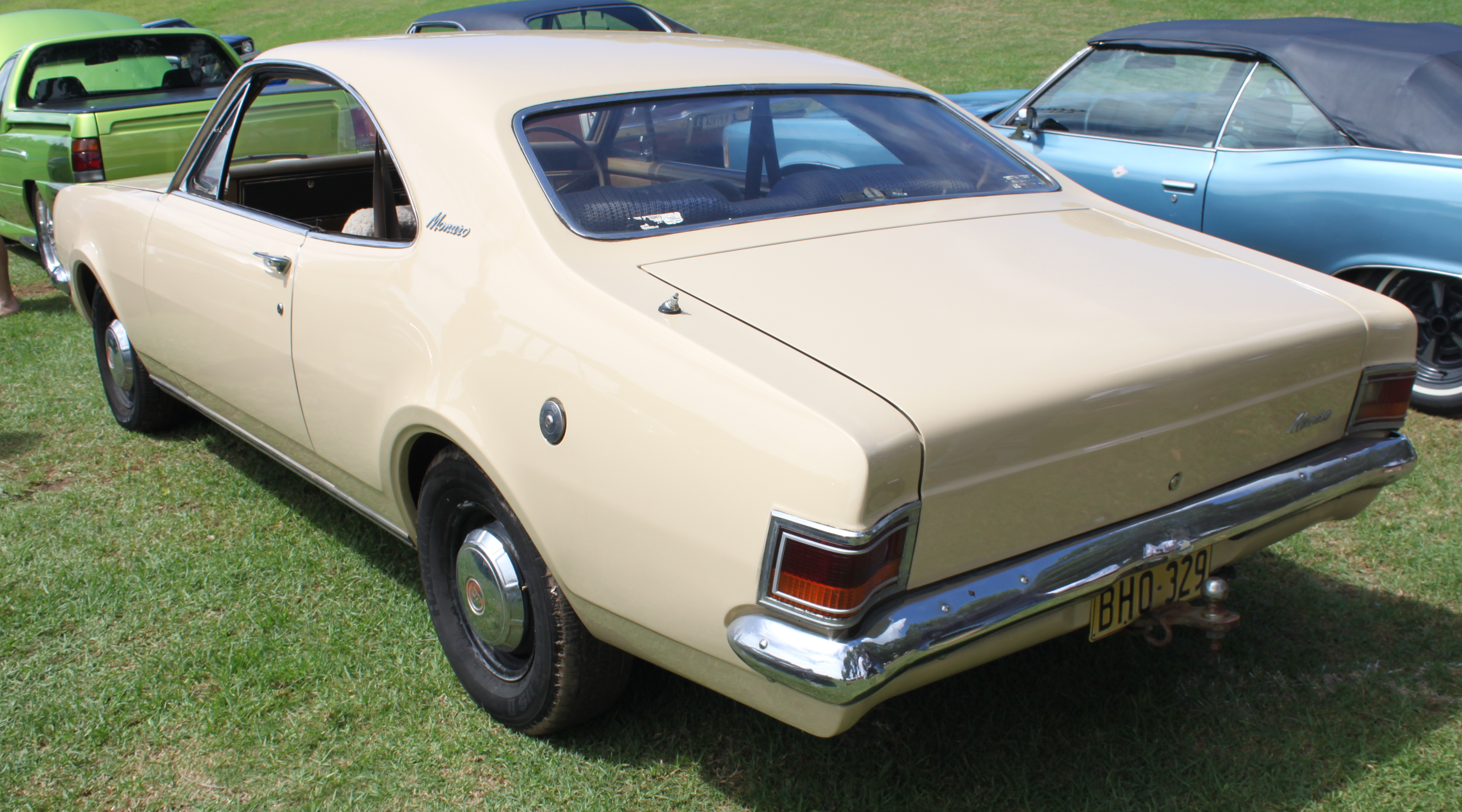
Вид сзади
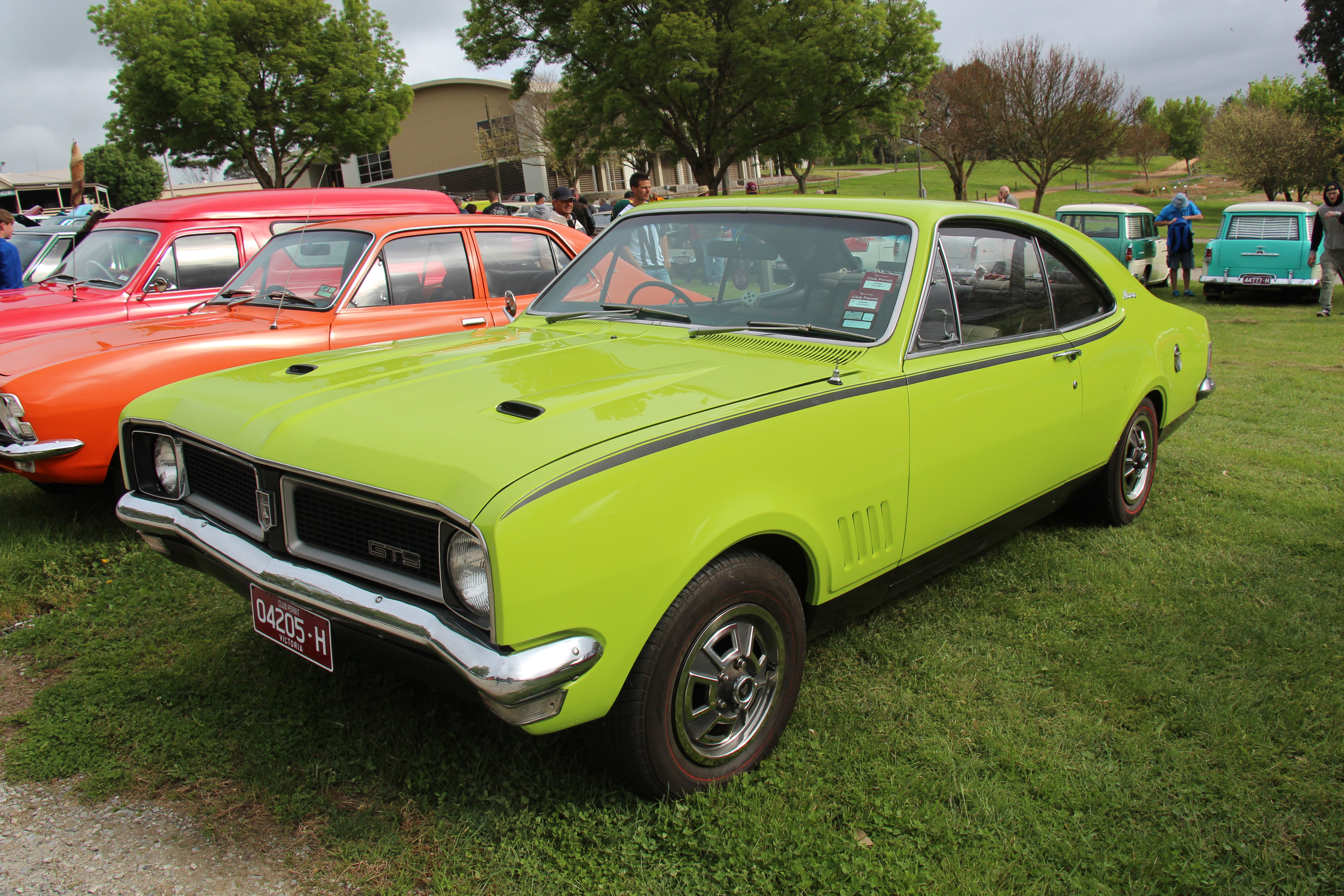
1971 Holden Monaro GTS (HG)
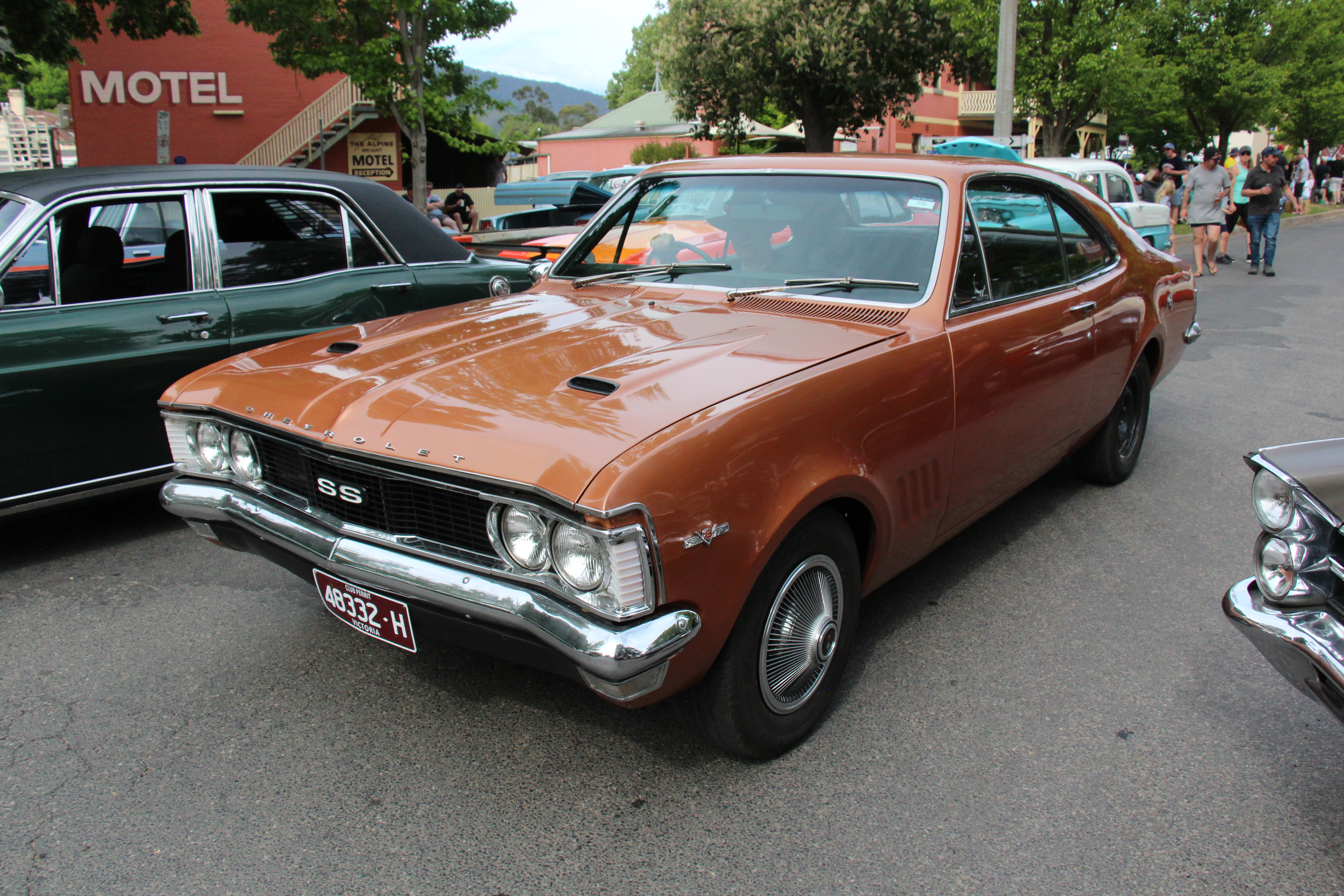
Chevrolet SS

## Второе поколение (1971—1977)
Второе поколение Holden Monaro было представлено в июле 1971 года. От предыдущего поколения автомобили отличались четырьмя фарами и хромированными накладками. Двухдверный Monaro 1972 года снимался в фильме «Безумный Макс». В октябре 1974 года на смену модели HQ Monaro пришла модель HJ Monaro, а в июле 1976 года на смену модели HJ Monaro пришла модель HX Monaro GTS. C 1977 по декабрь 1984 года выпускалась модель HZ Monaro.

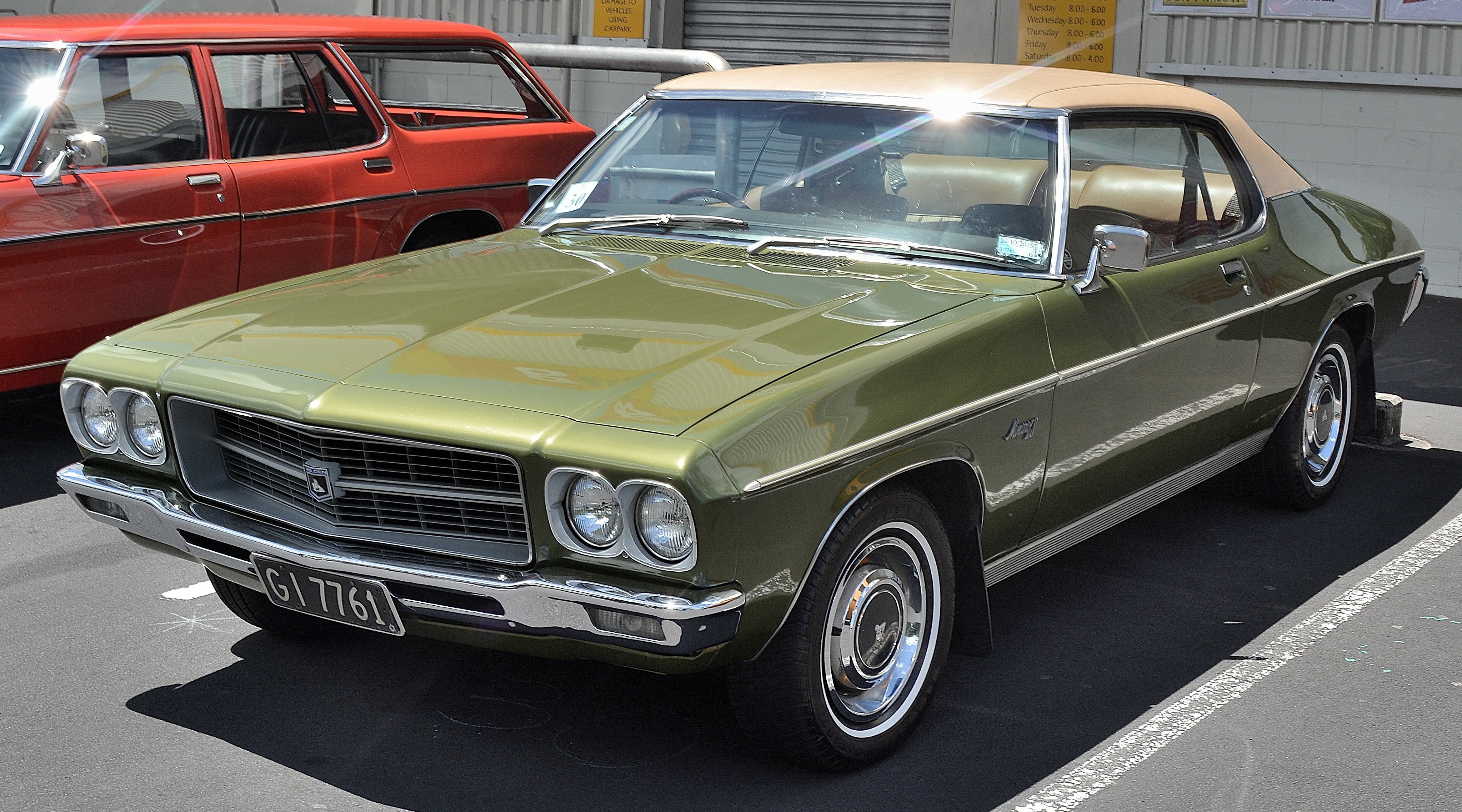
1972 Holden Monaro (HQ) LS
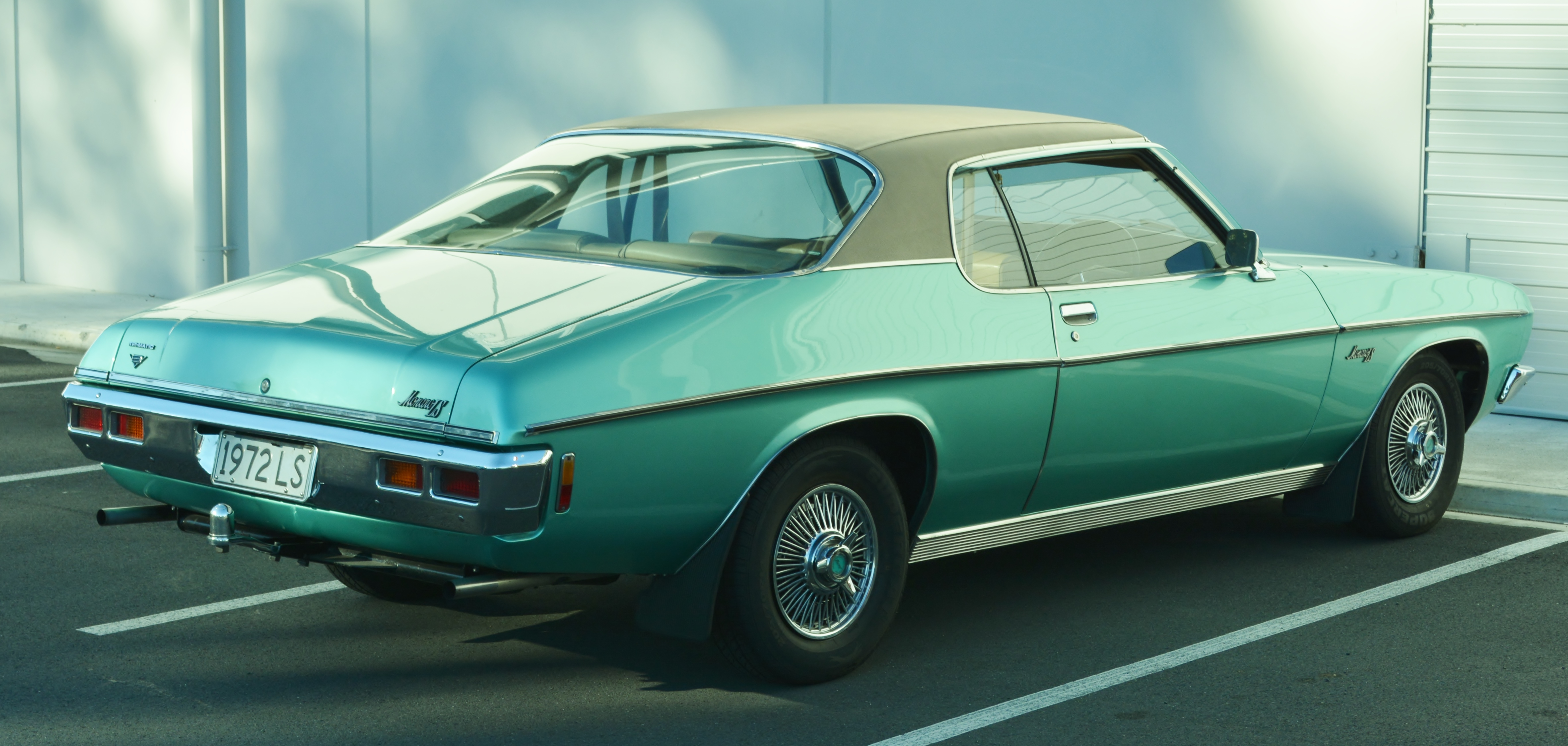
1972 Holden Monaro LS (HQ)
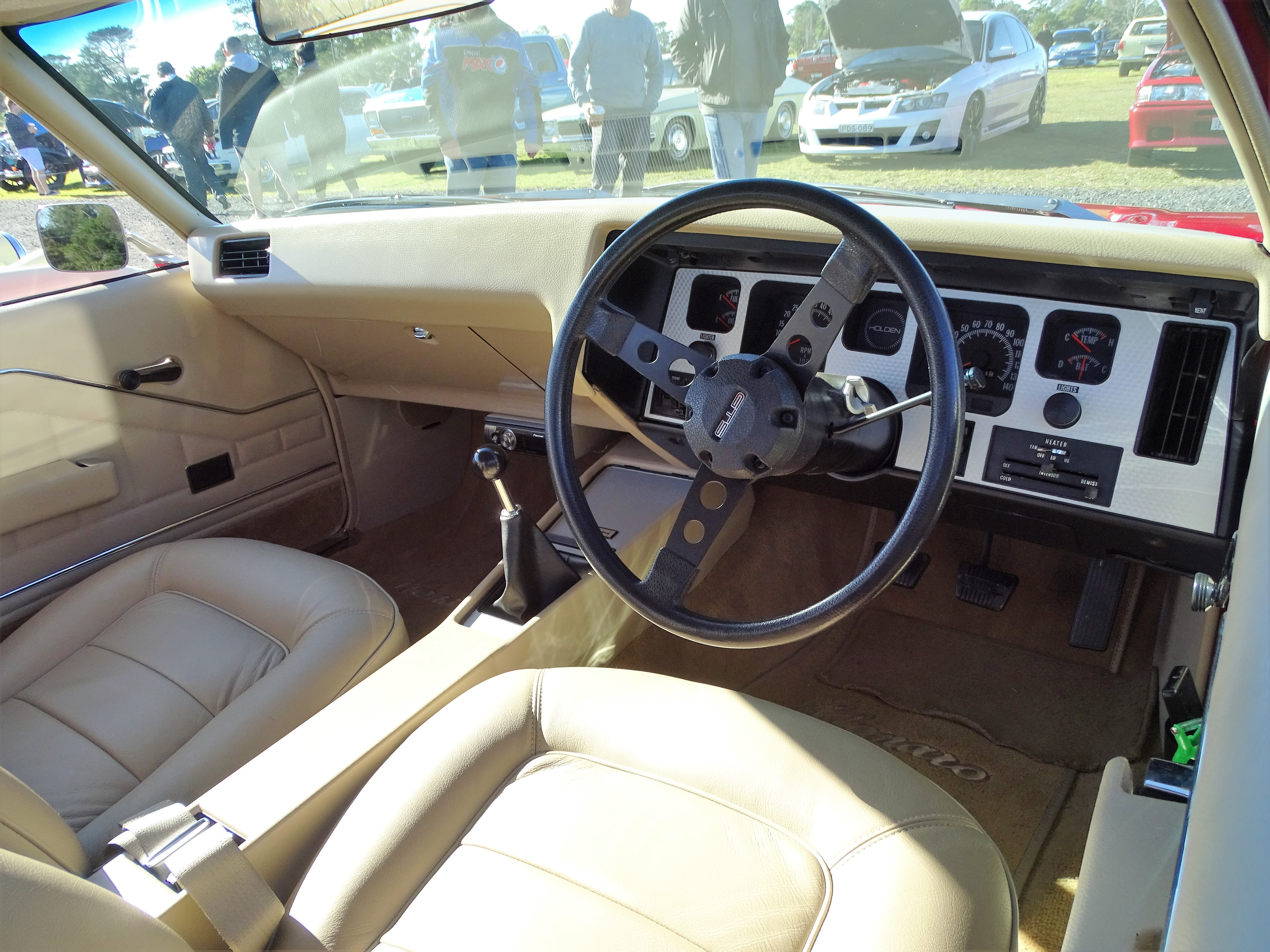
Интерьер (GTS)
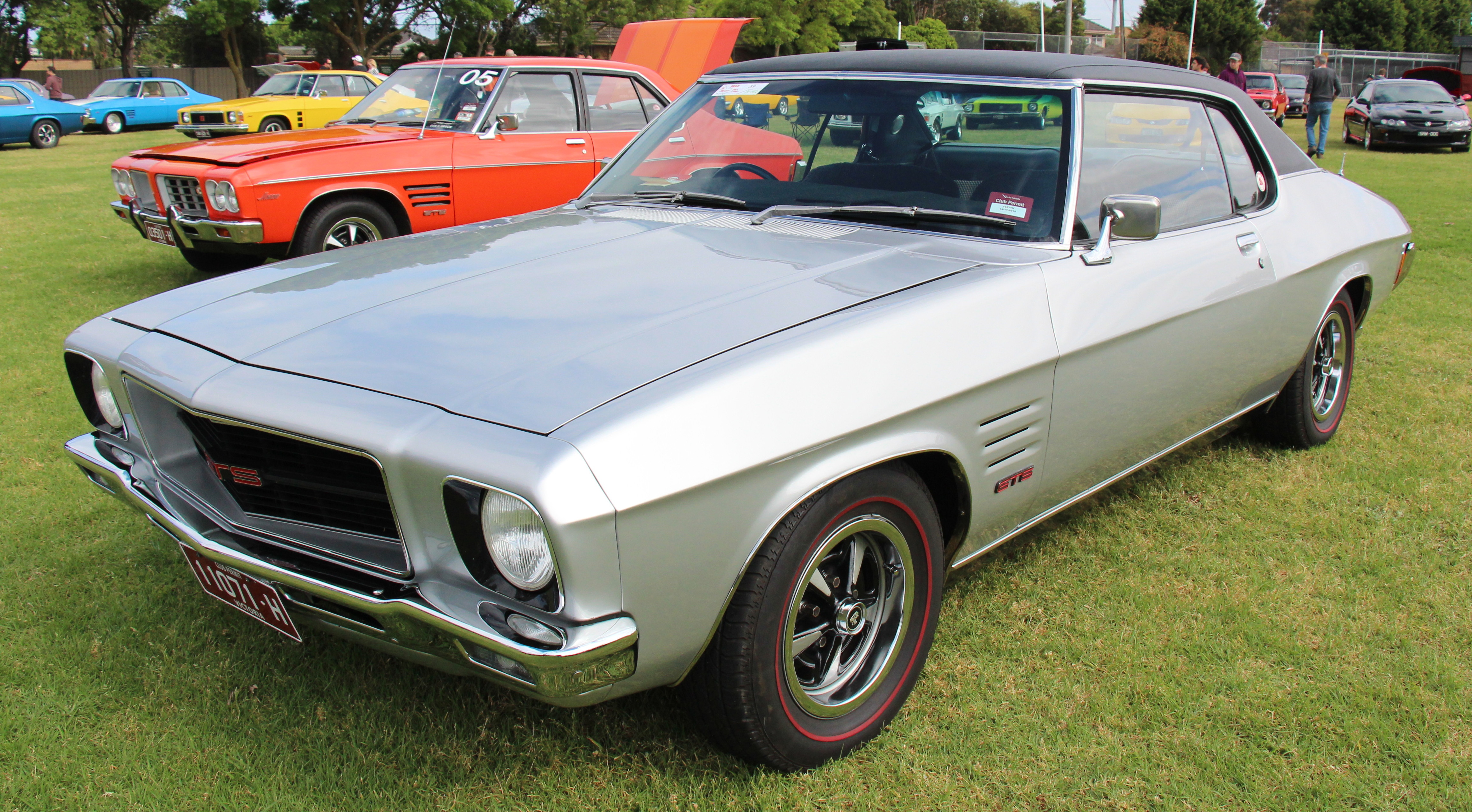
1972 Holden Monaro GTS (HQ)
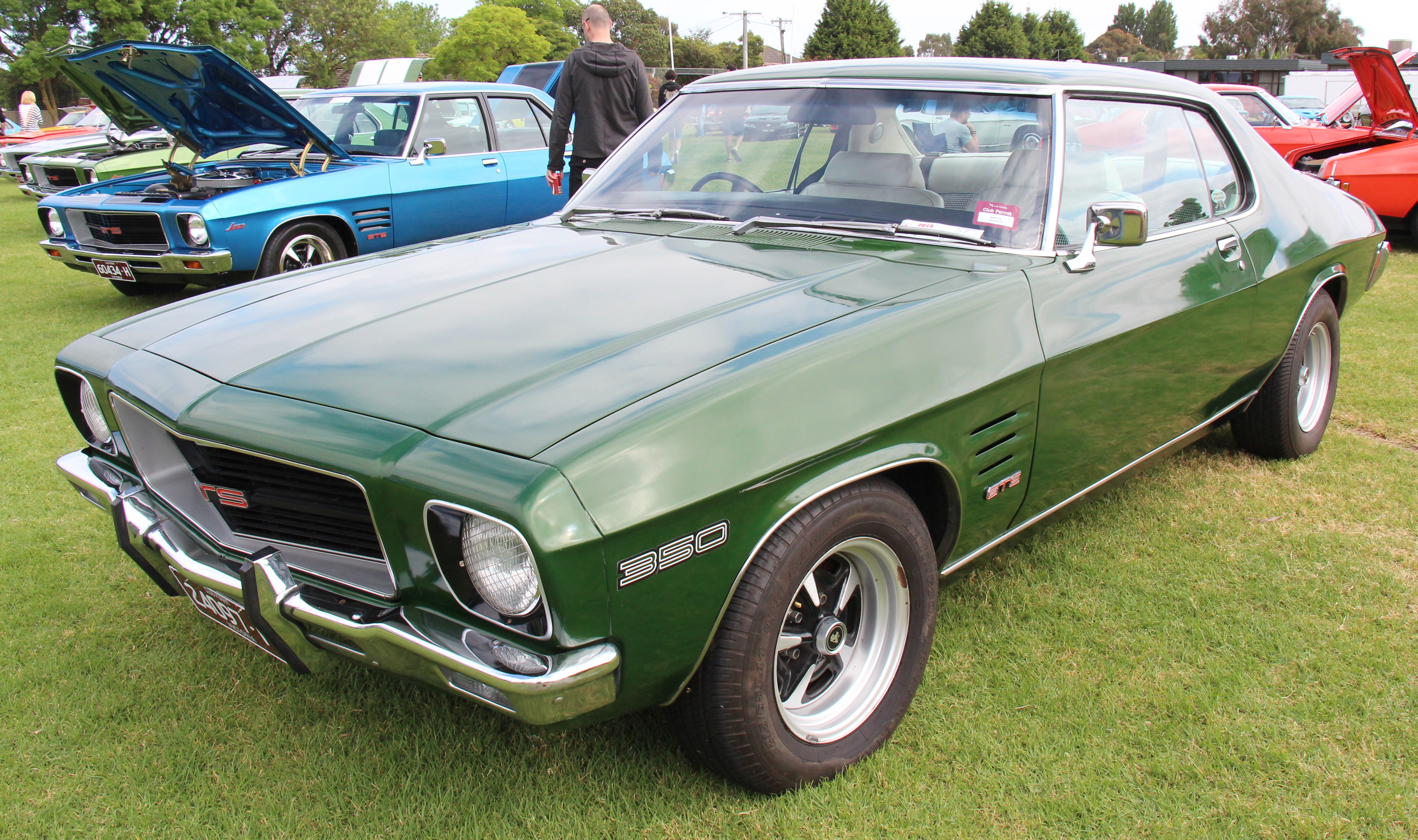
1972 Holden Monaro GTS 350 (HQ)
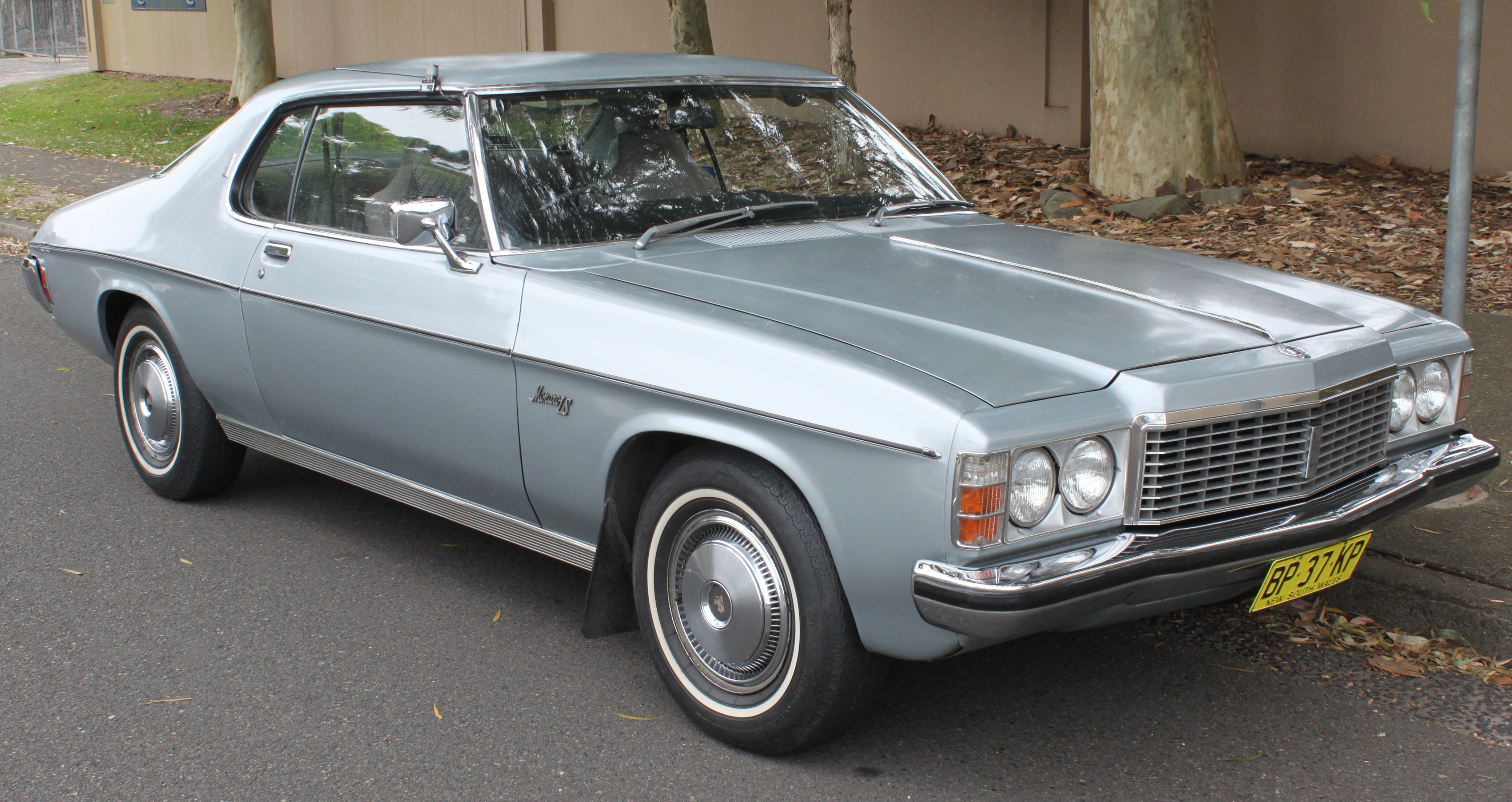
1975 Holden Monaro LS (HJ)
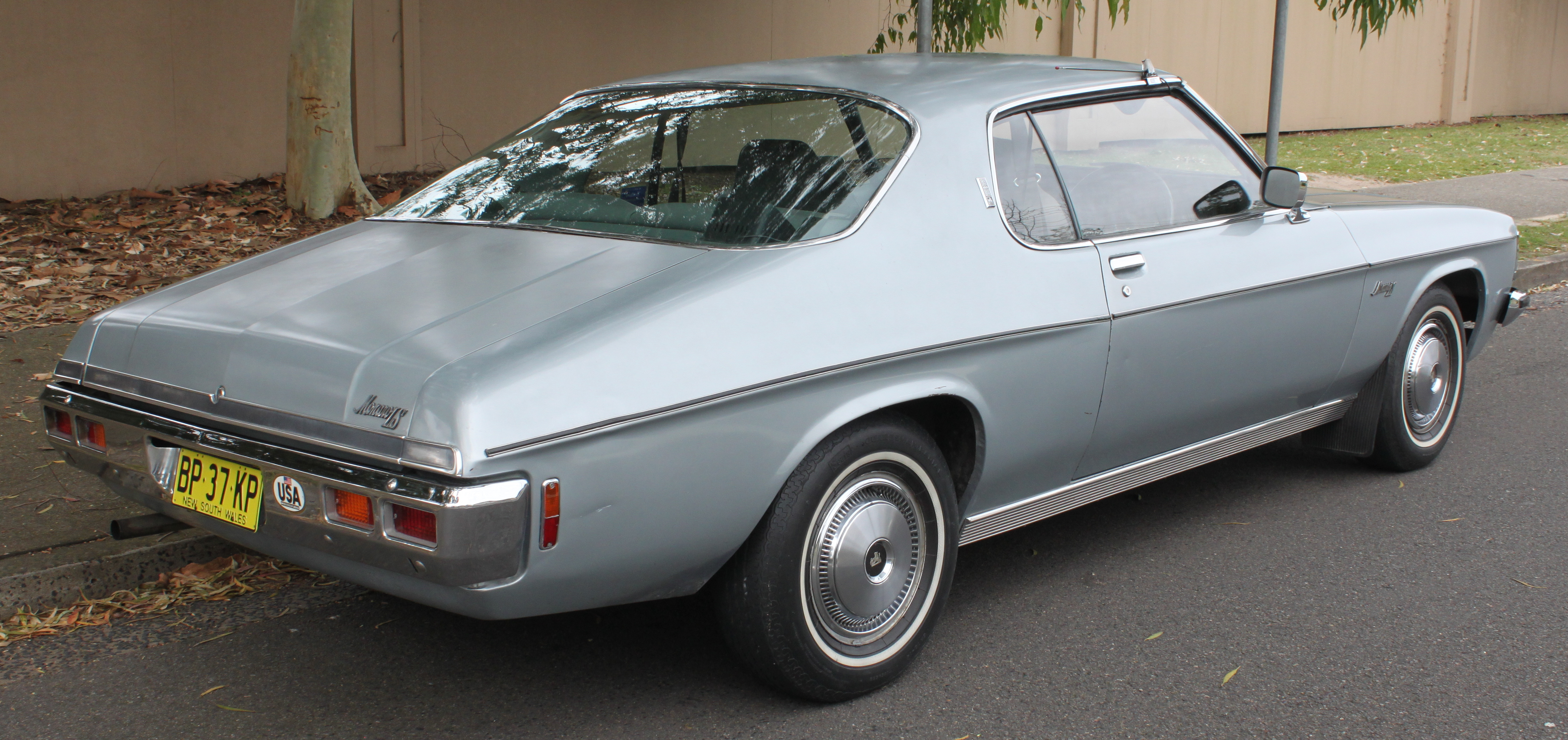
1975 Holden Monaro LS (HJ)
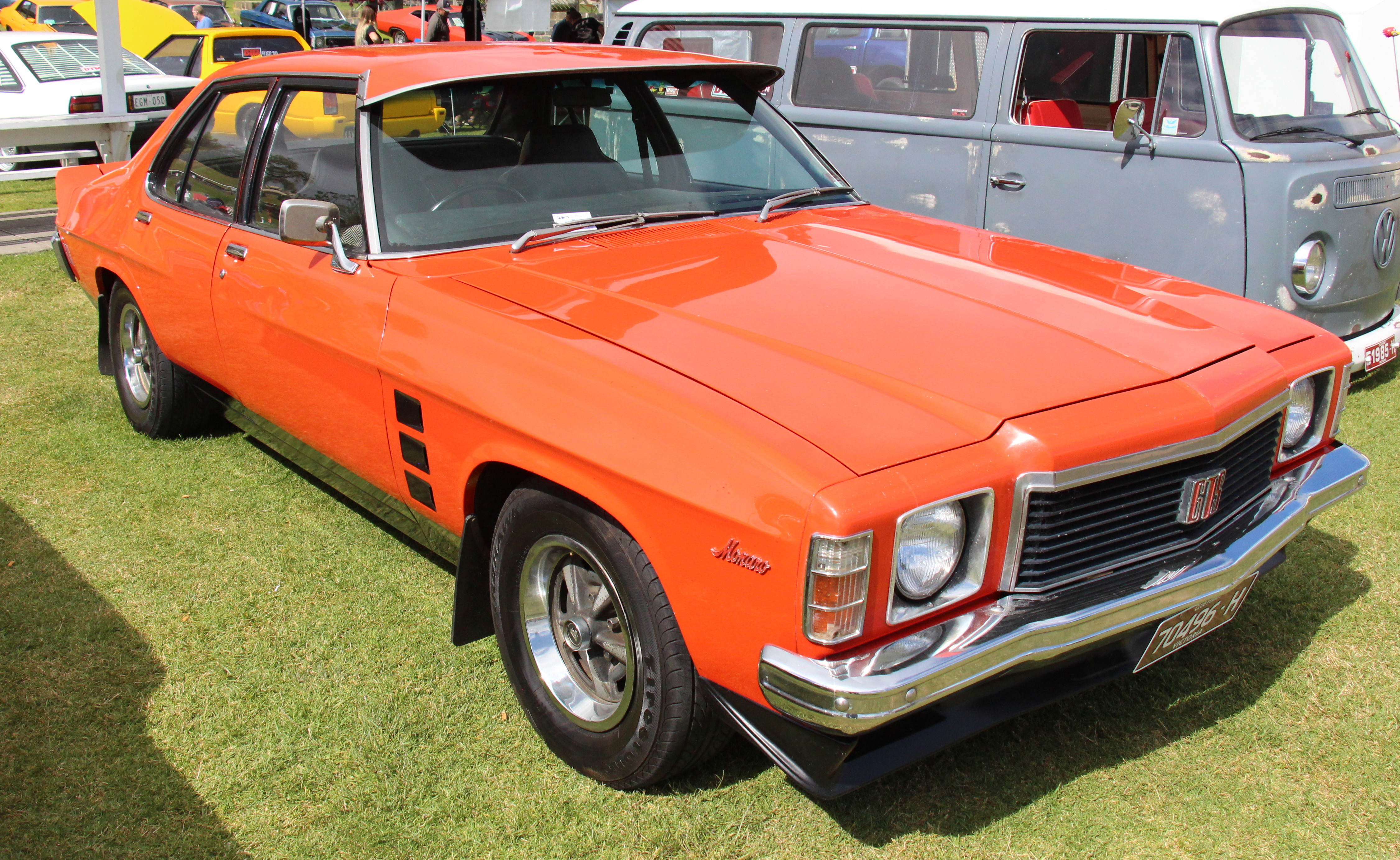
1975 Holden Monaro GTS (HJ)
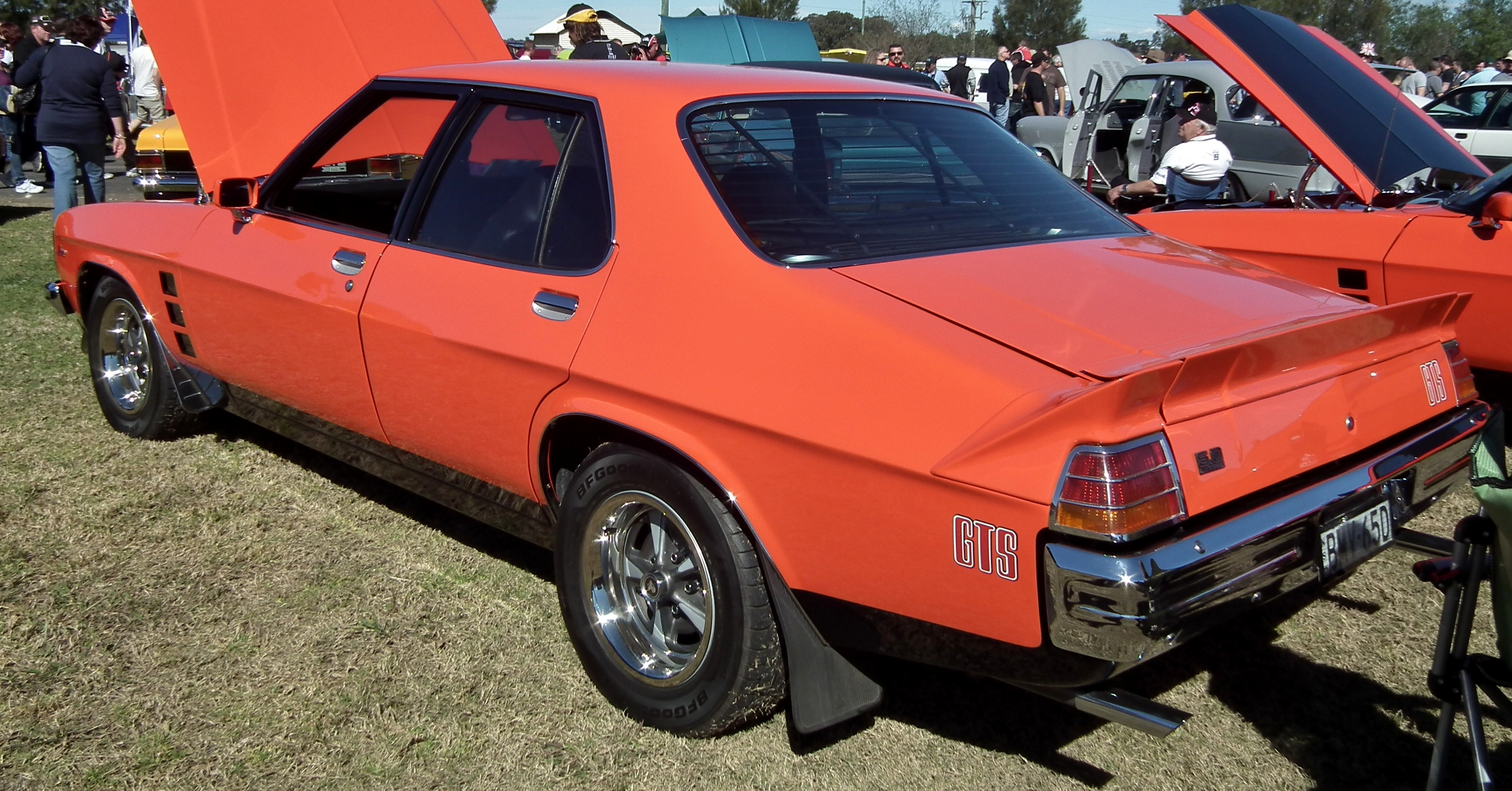
1975 Holden Monaro GTS (HJ)
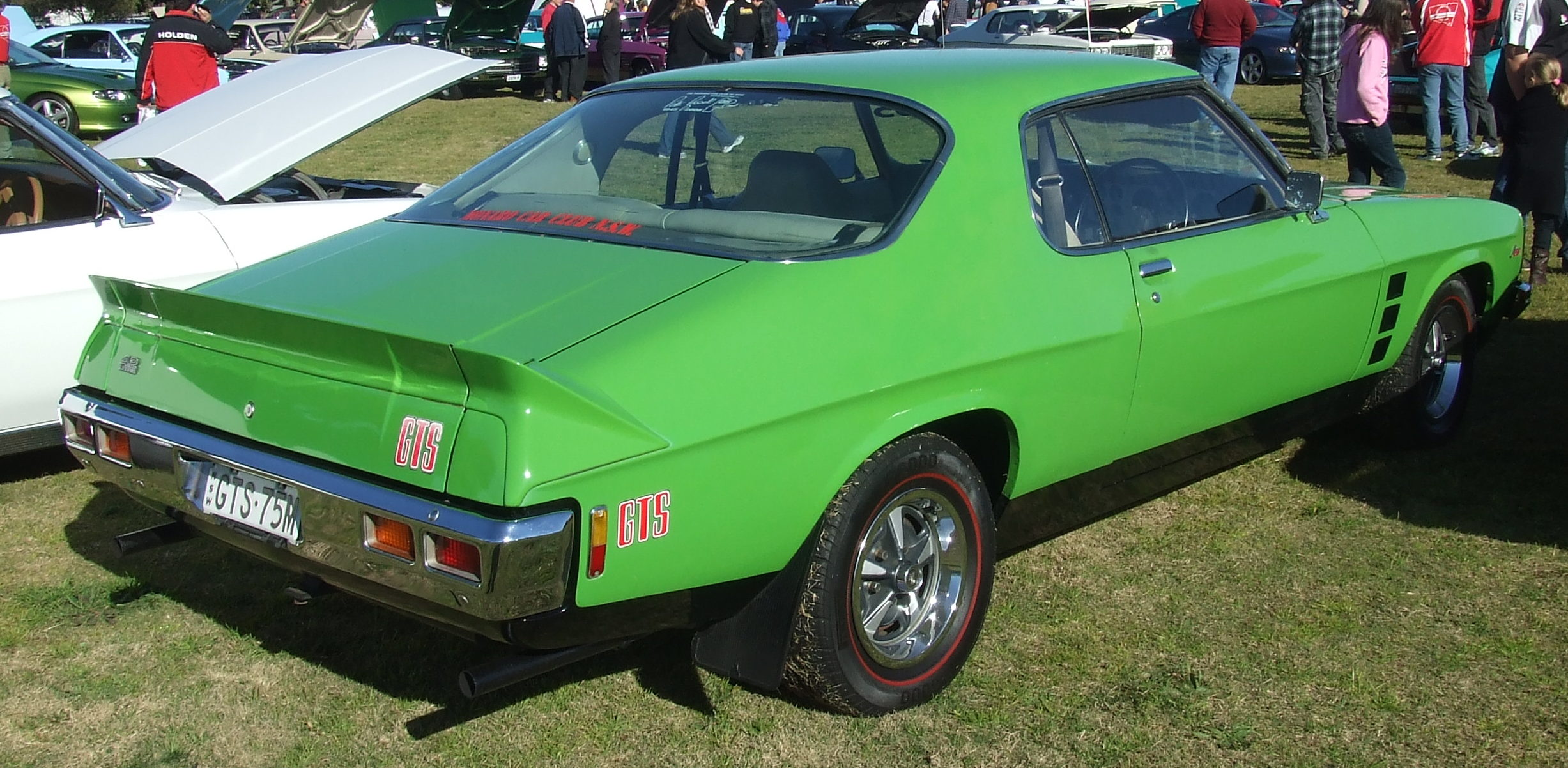
Holden Monaro GTS (HJ)
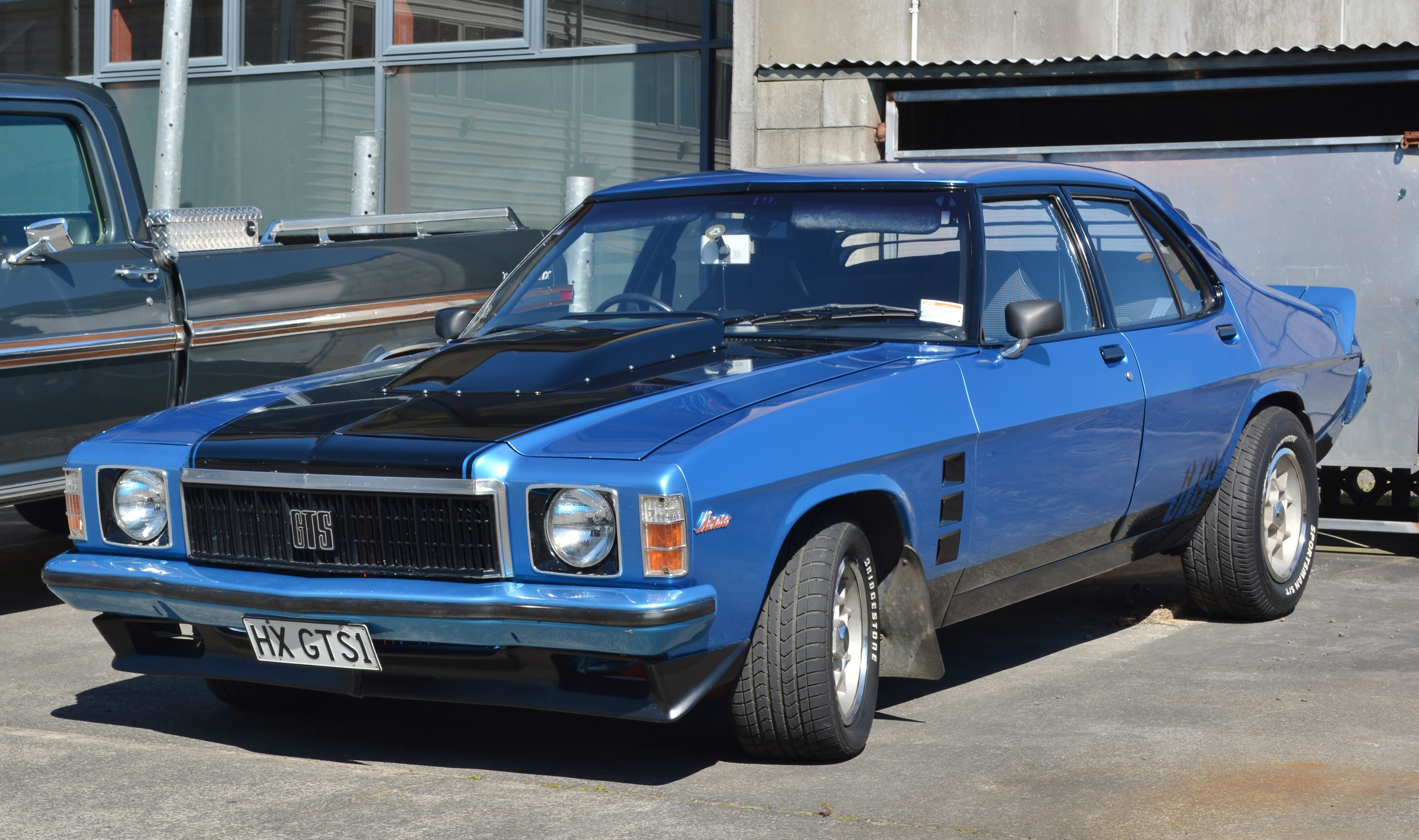
Holden Monaro GTS (HX)
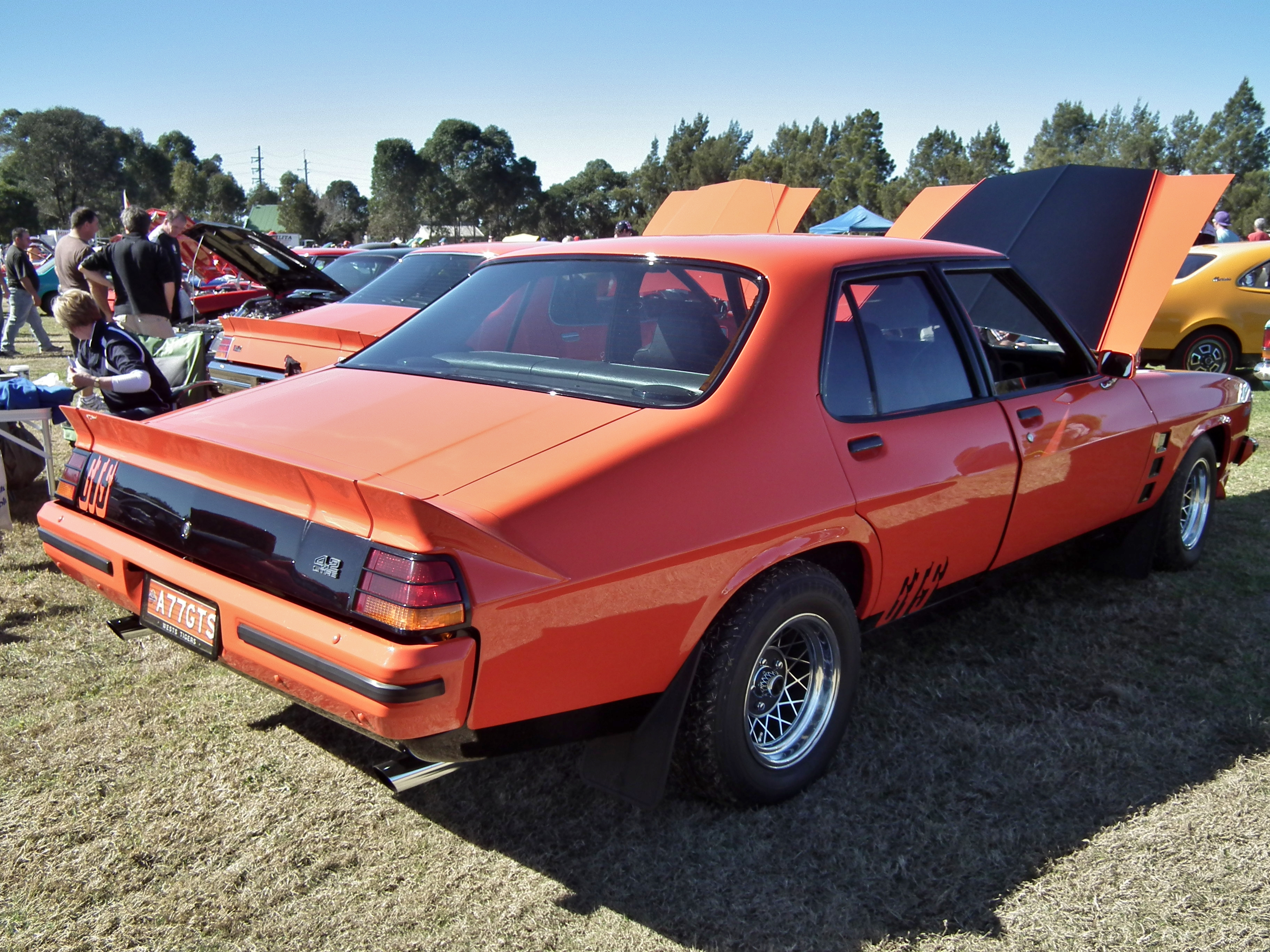
Вид сзади
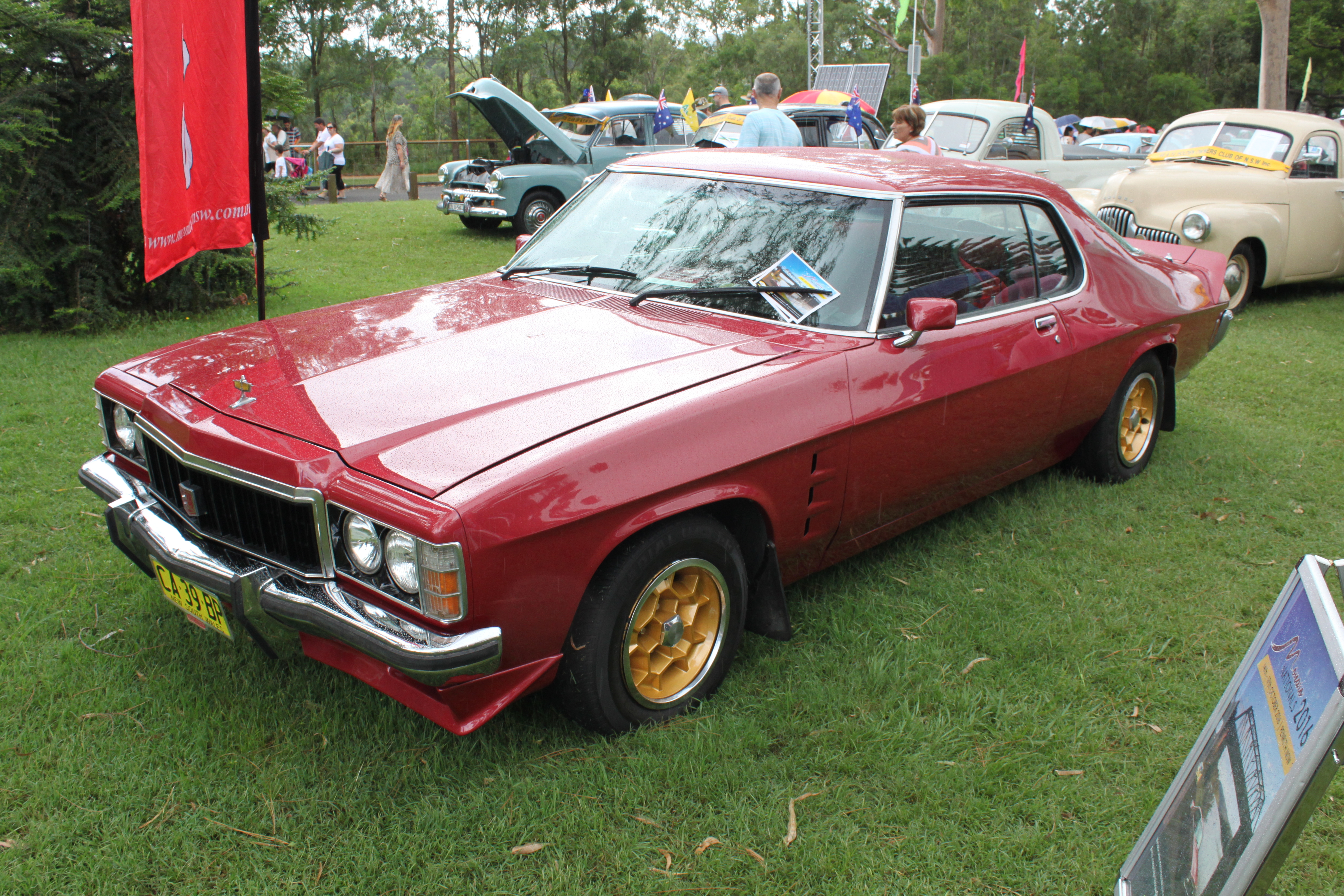
1976 Holden Limited Edition (HX)
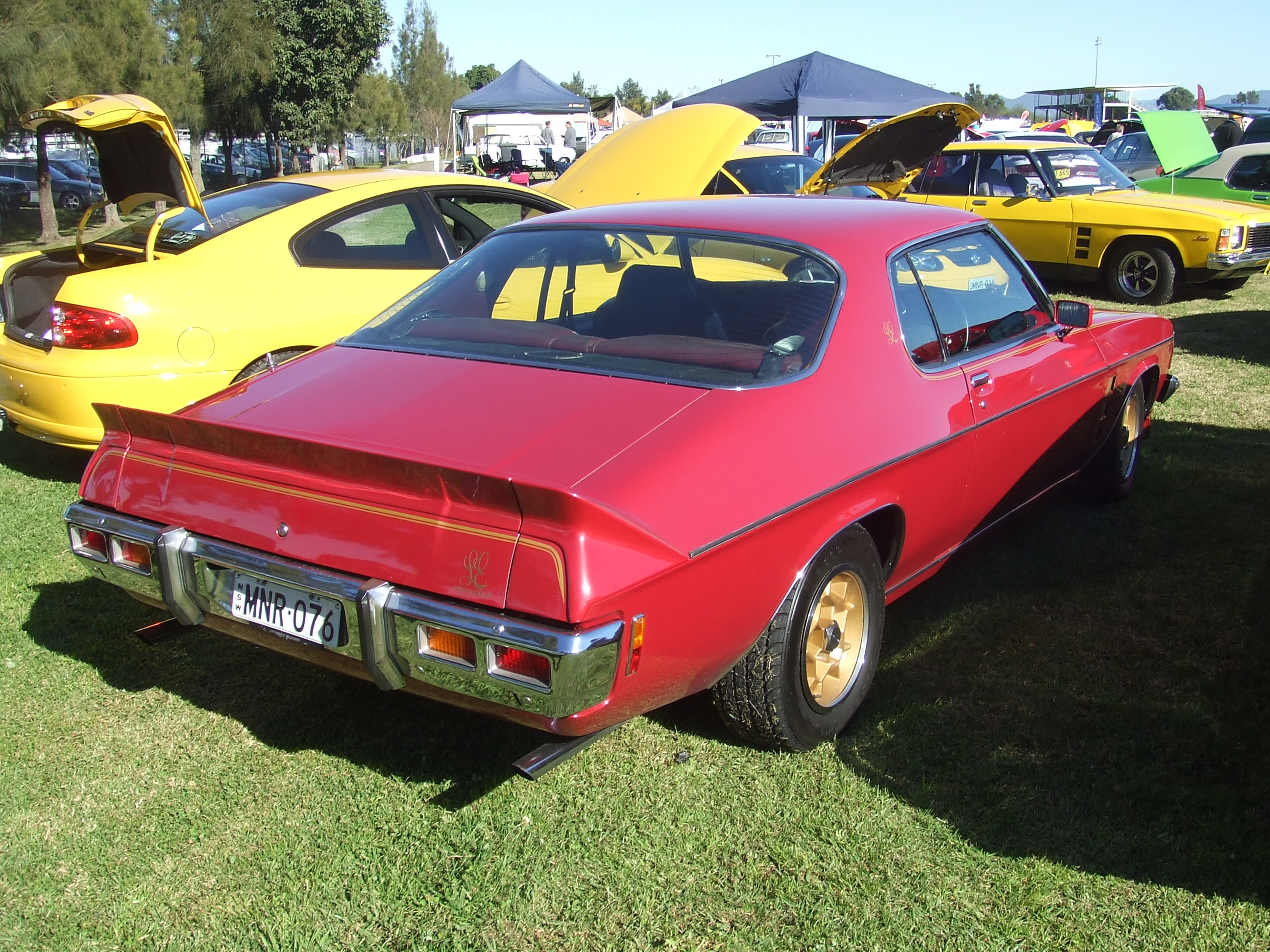
Вид сзади
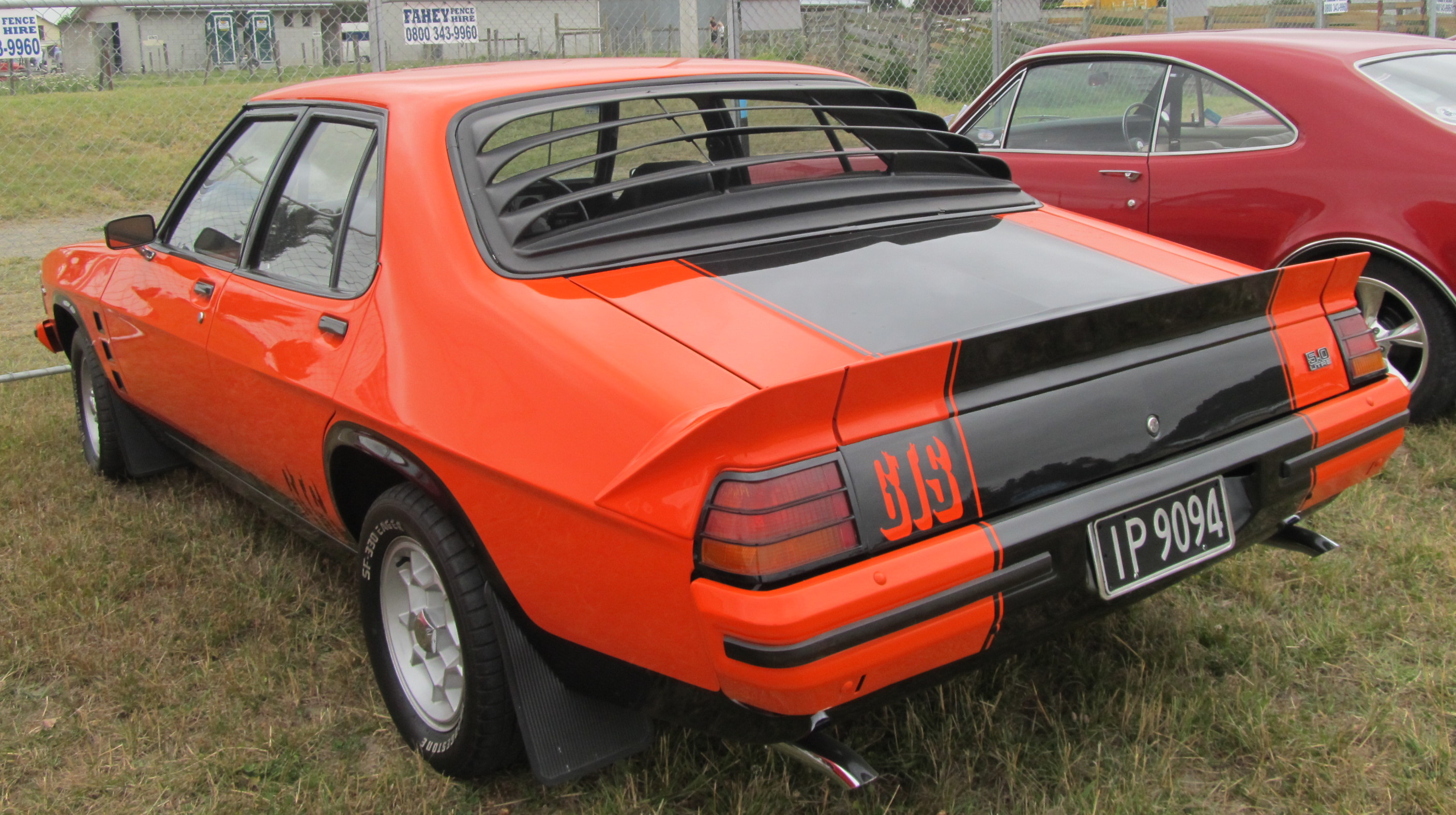
1977 Holden GTS (HZ)
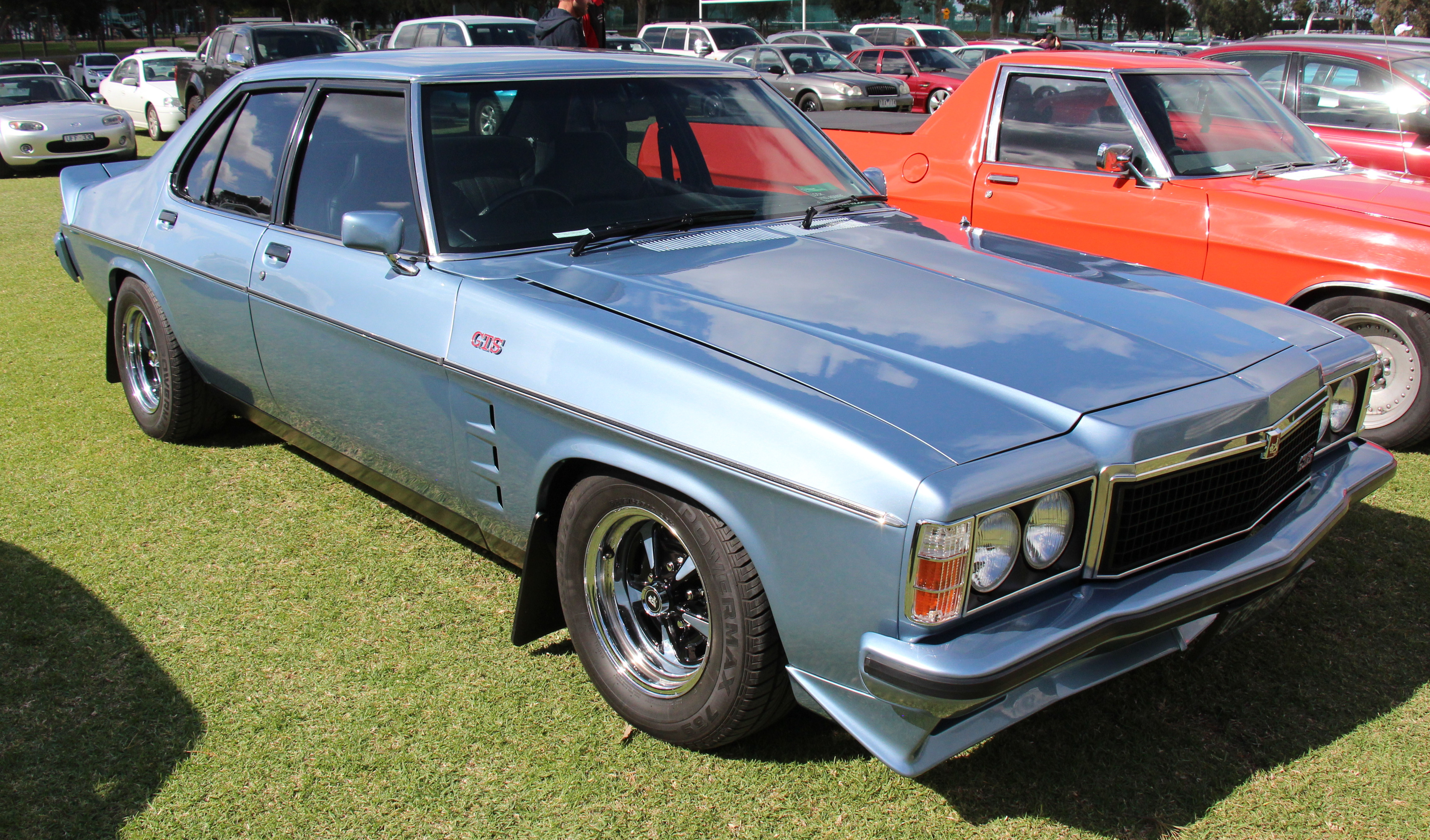
1979 Holden GTS (HZ)

## Третье поколение (2001—2006)
Третье поколение Holden Monaro выпускалось с 2001 по 2005 год. Модельный ряд состоял из моделей V2 и VZ. Комплектация HSV Coupé выпускалась до июня 2006 года, а до августа 2006 года выпускалась комплектация HSV.

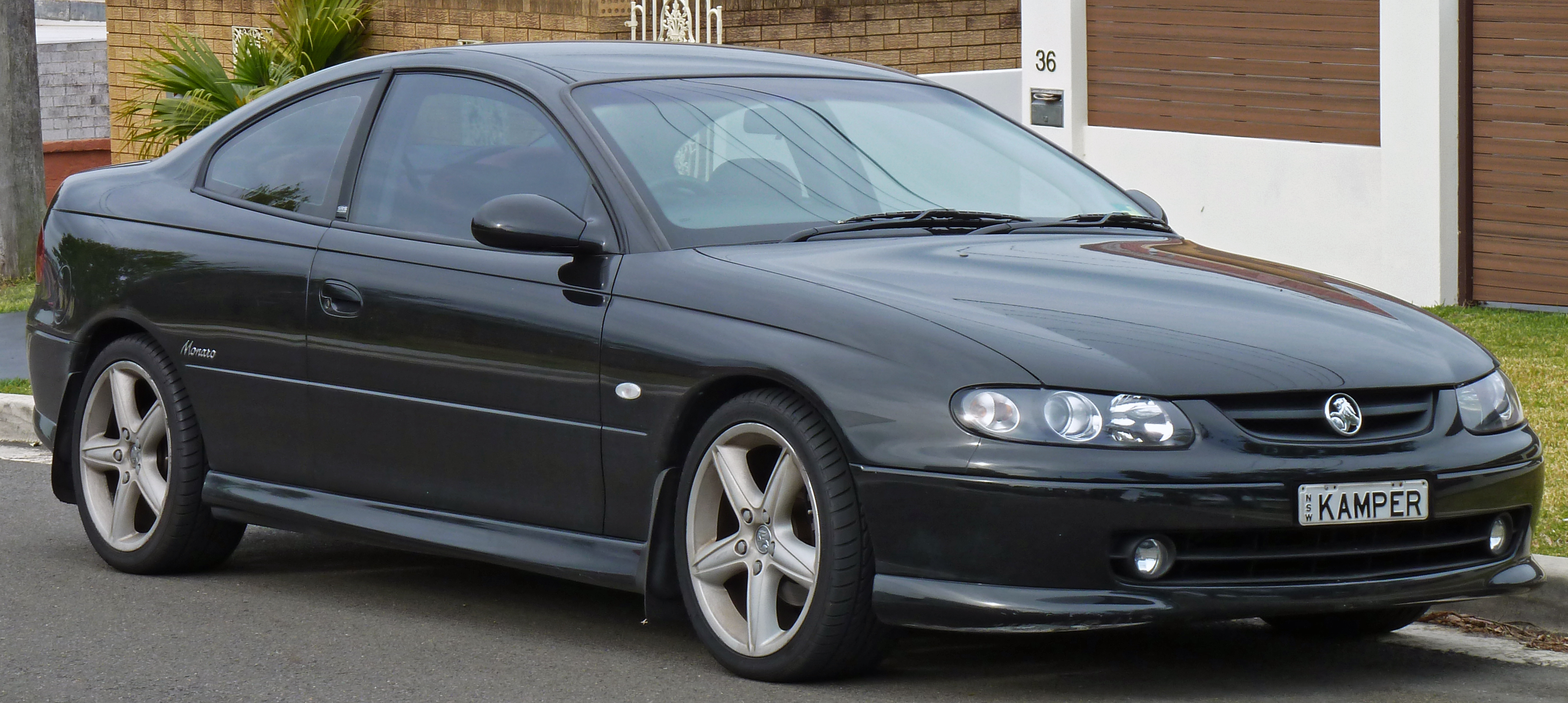
2001—2002 Holden Monaro (V2) CV8
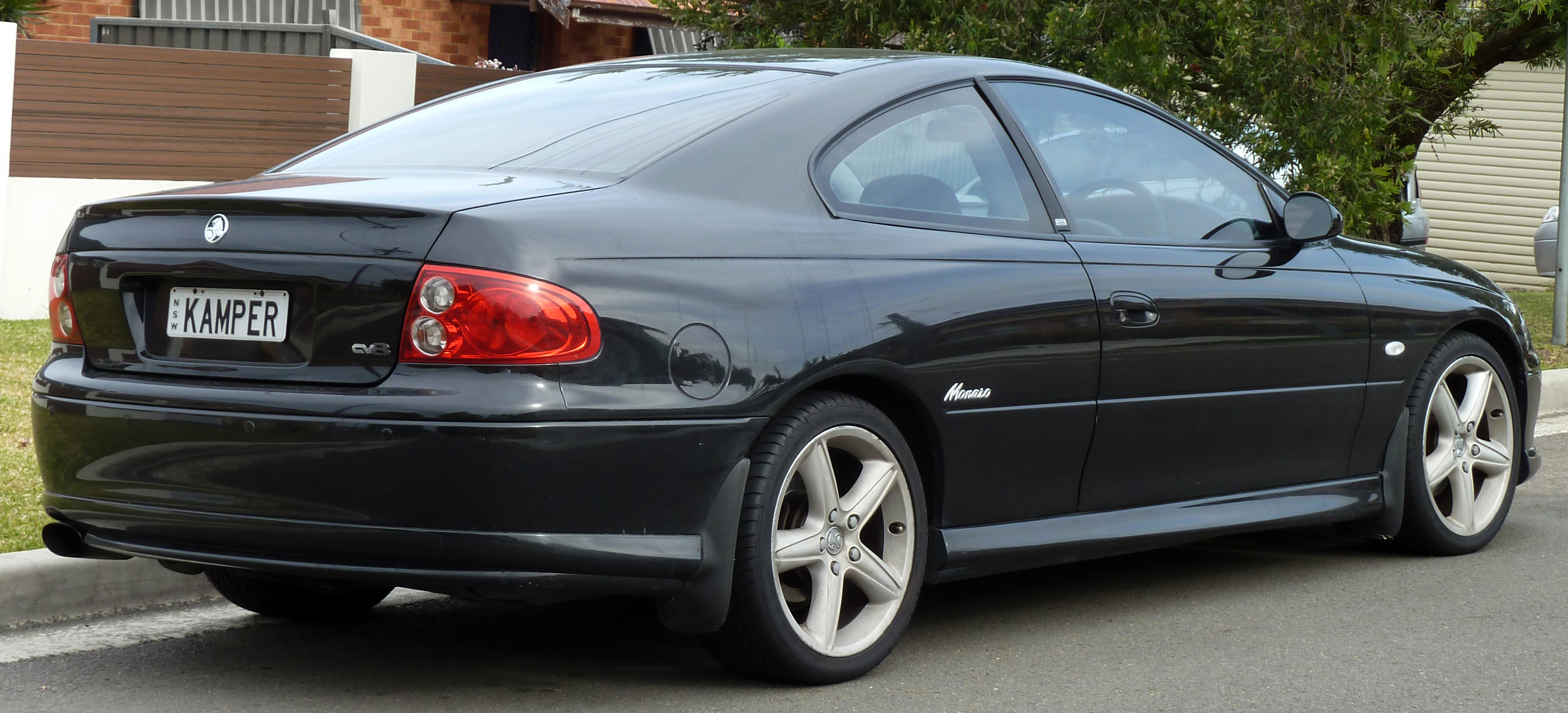
Вид сзади
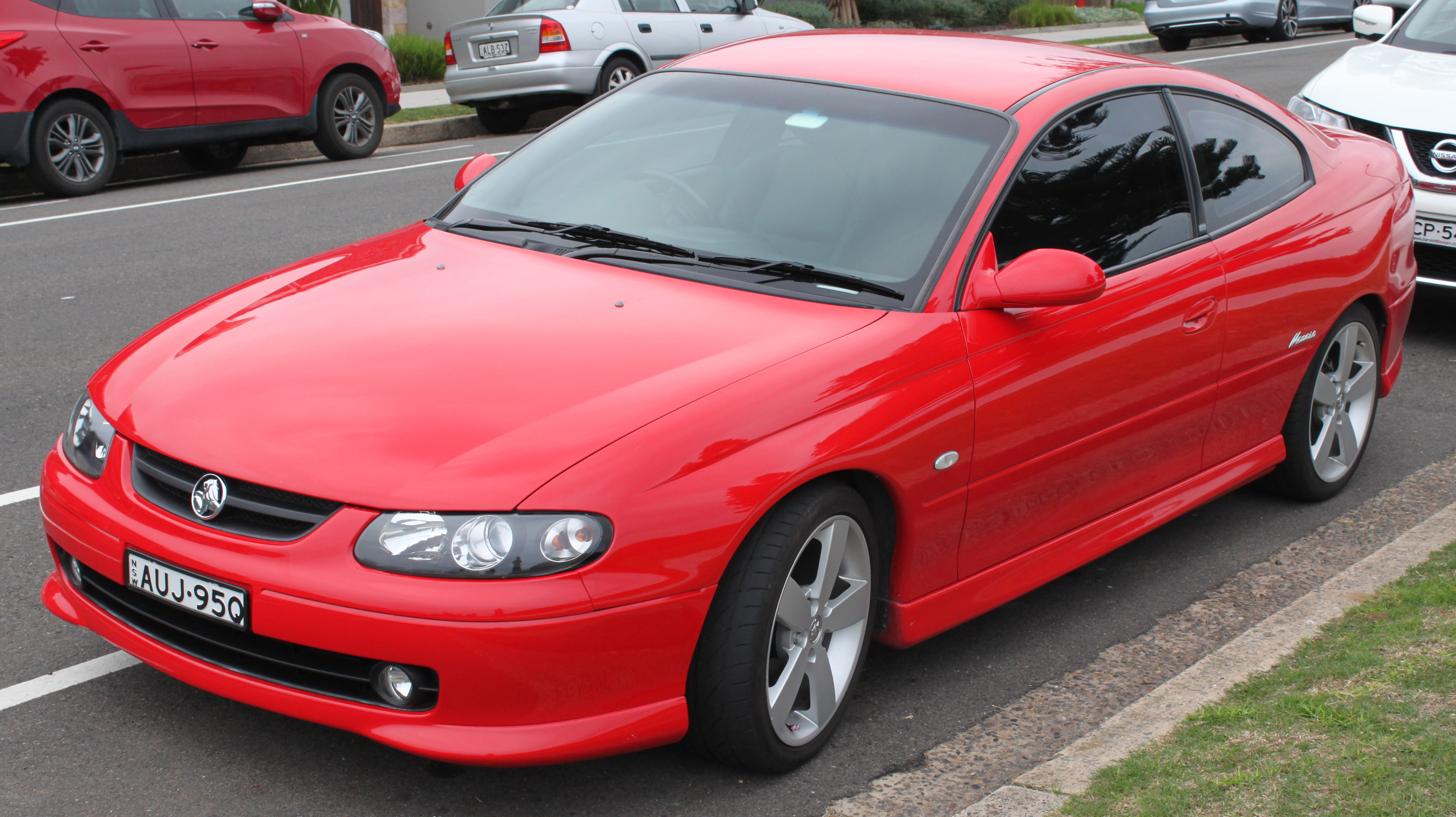
2004 Holden Monaro (V2 III) CV8
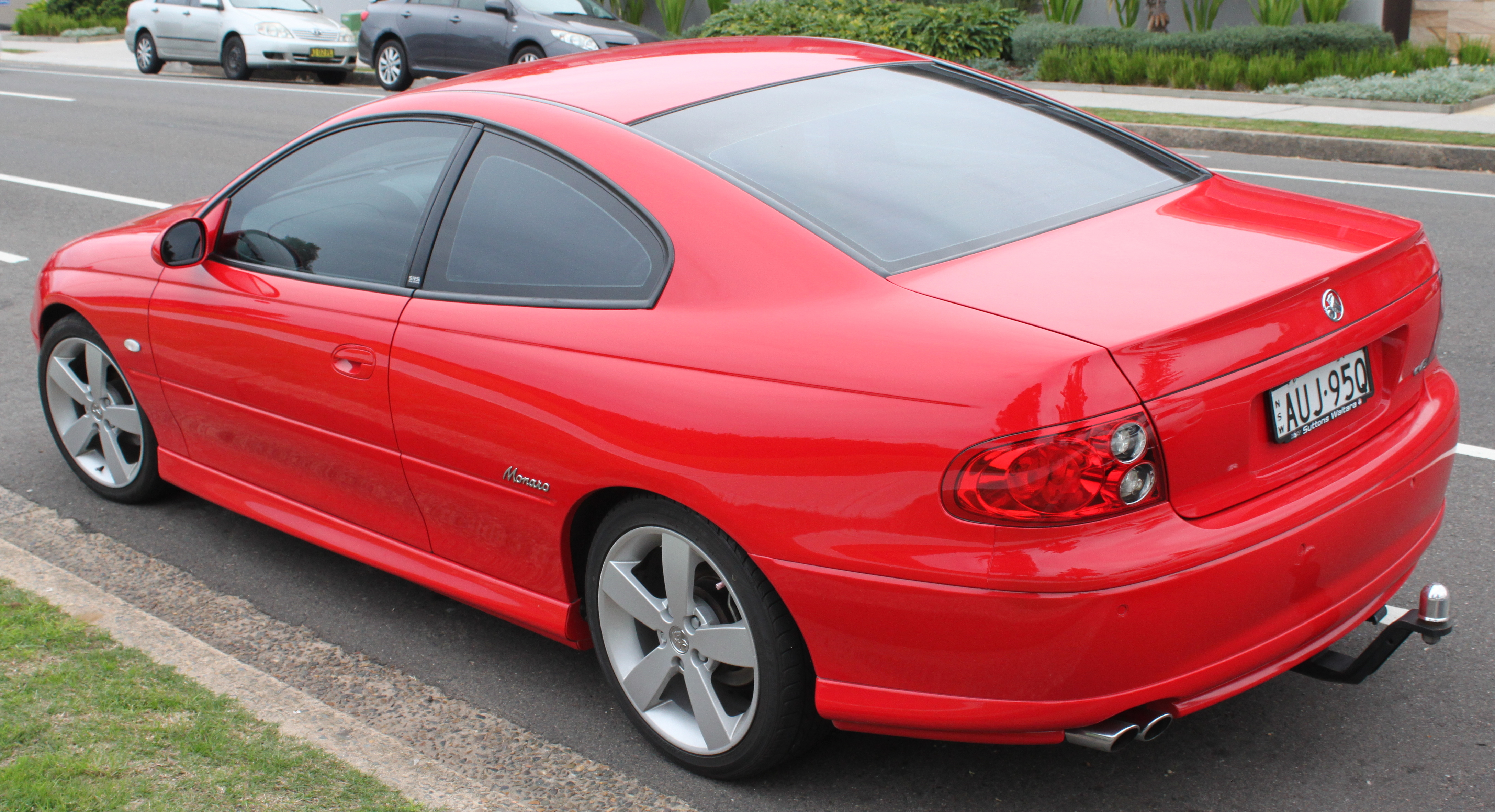
Вид сзади
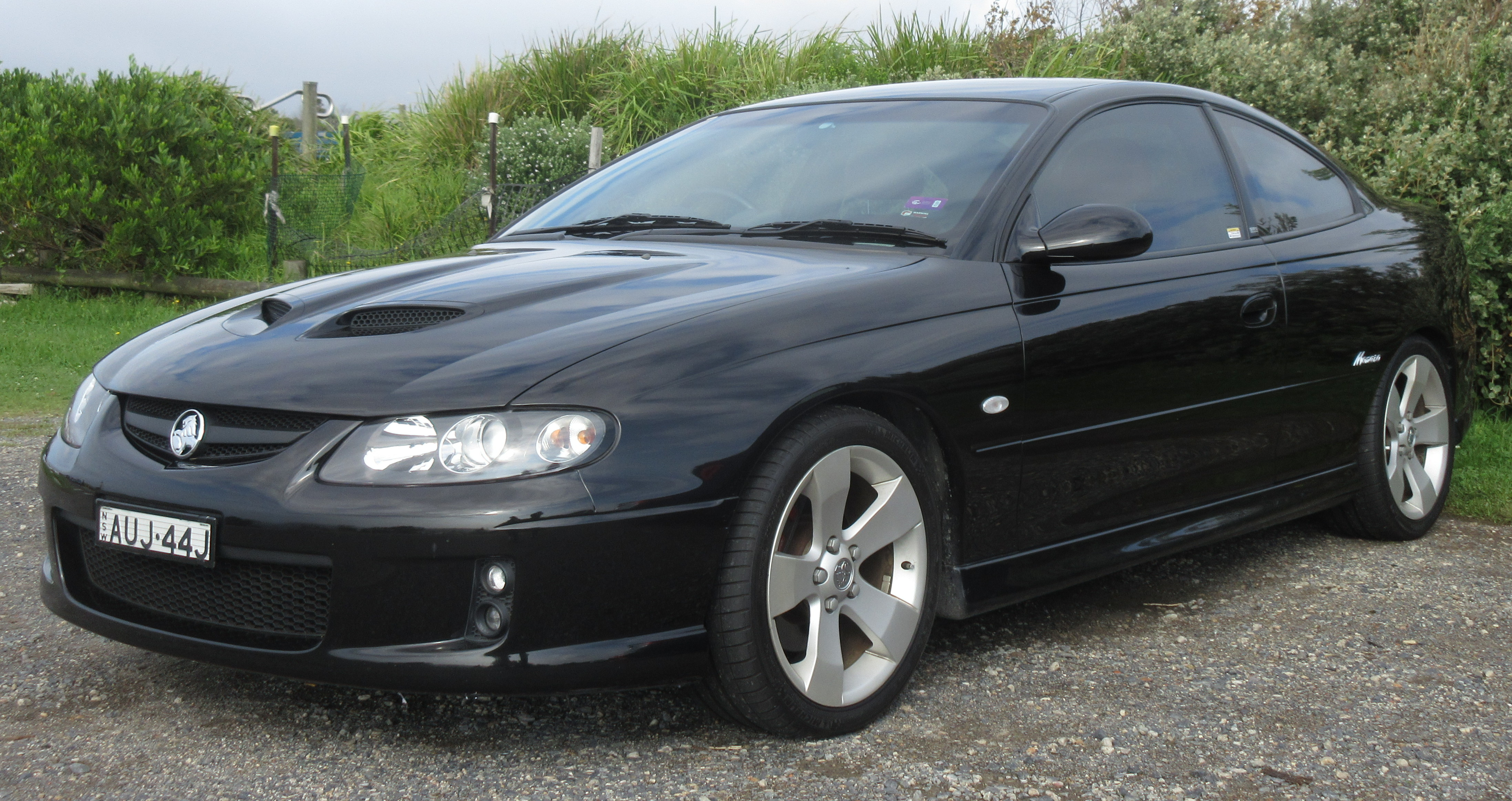
2004—2005 Holden Monaro CV8 (VZ)
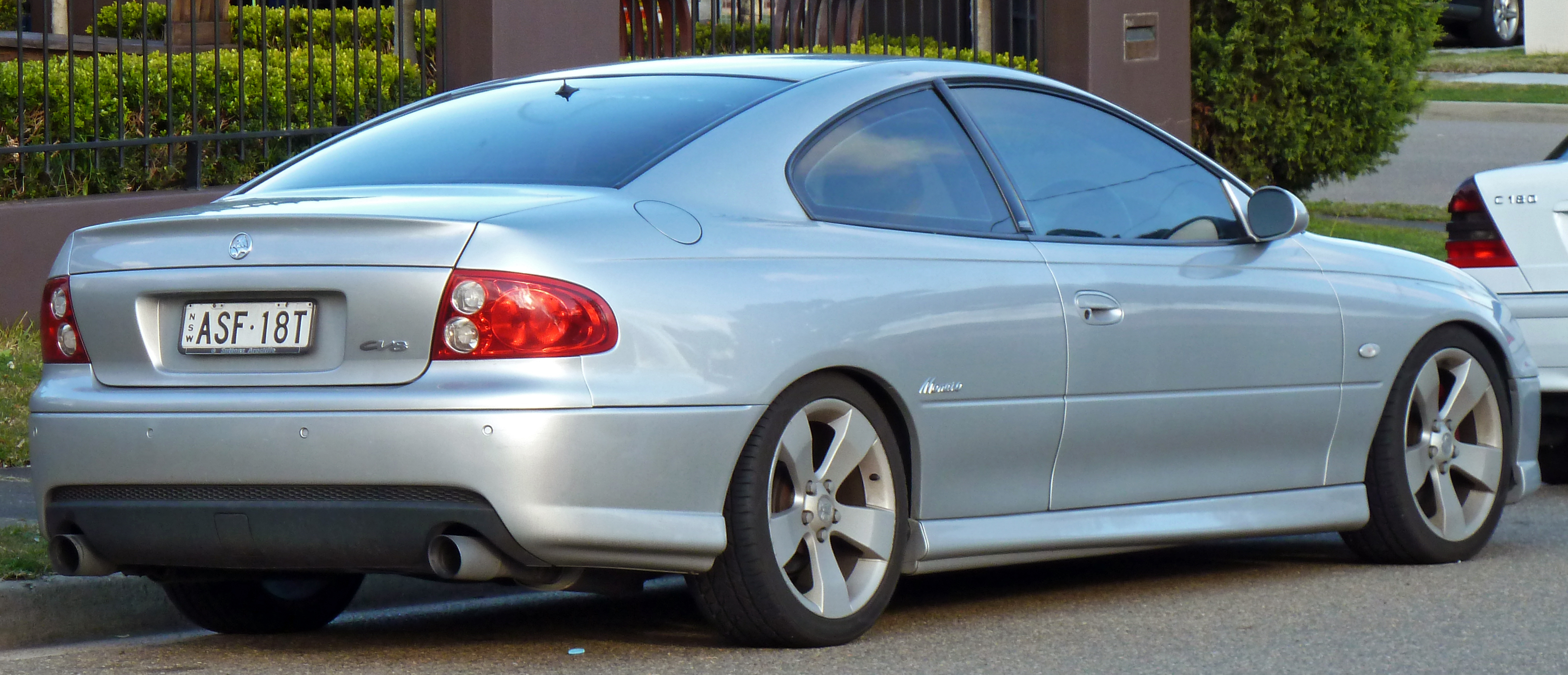
Вид сзади
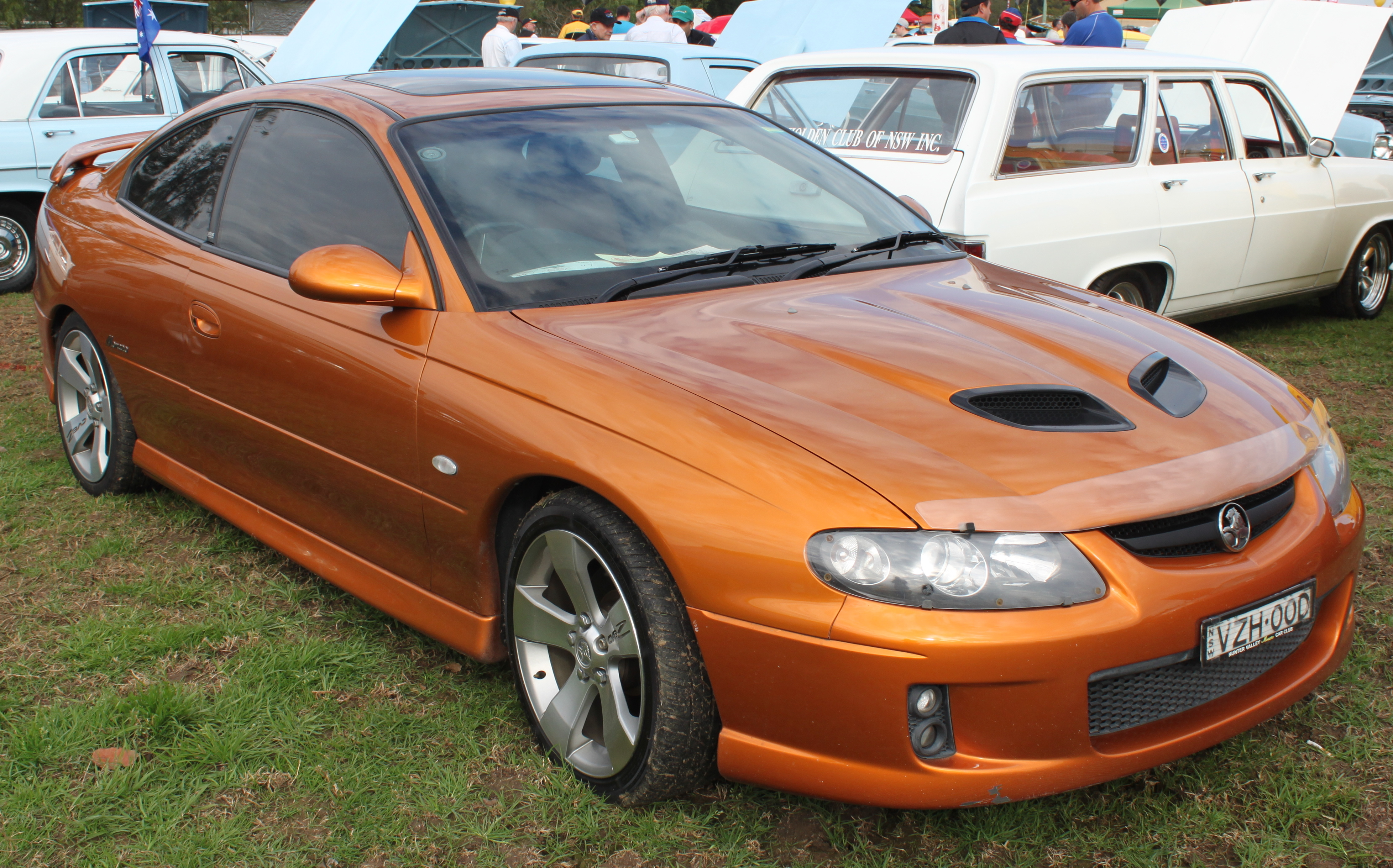
2005 Holden Monaro CV8-Z